# Agriculture biologique

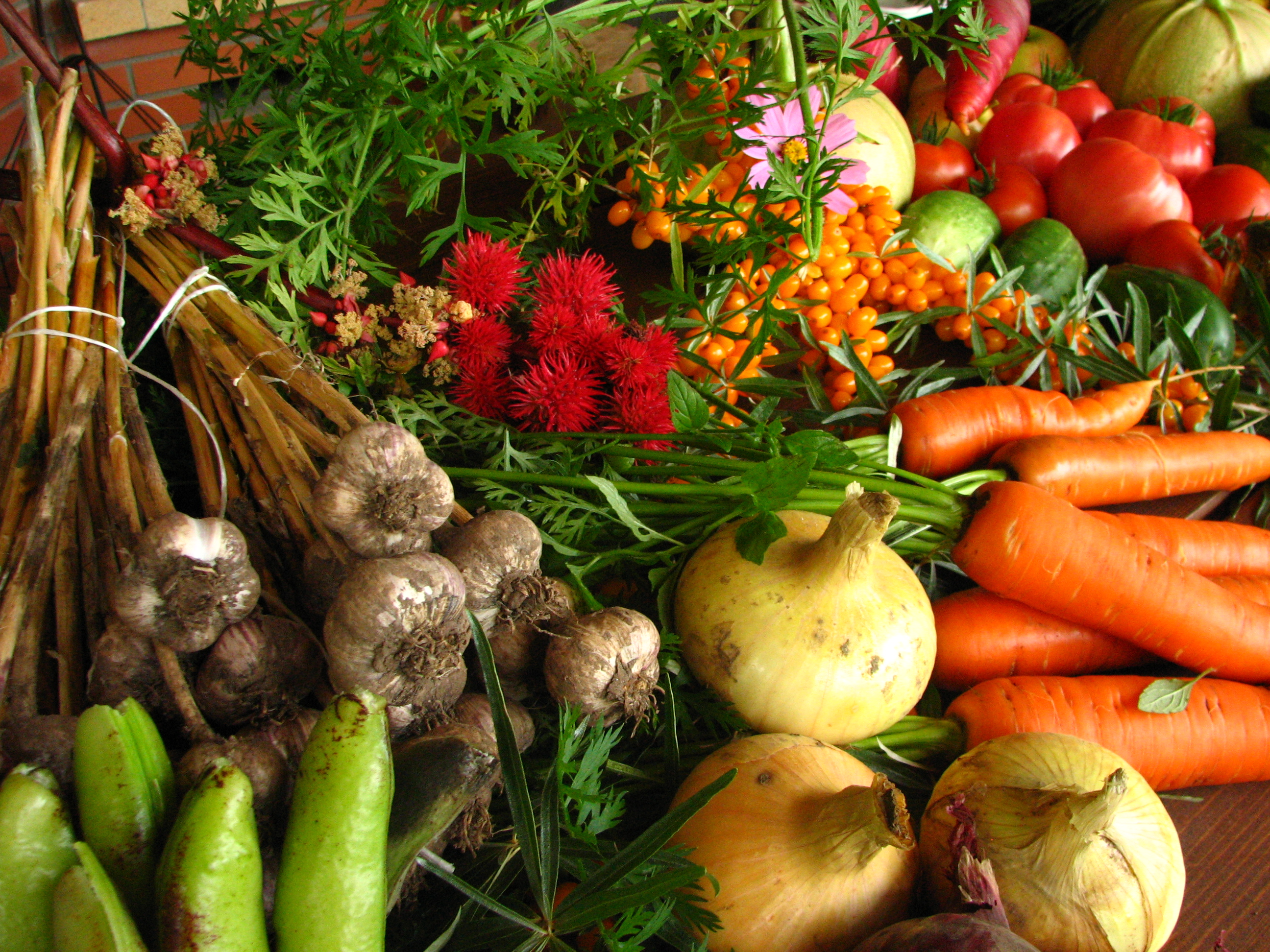
Fruits et légumes cultivés en agriculture biologique.

Pour les articles homonymes, voir Label d'agriculture biologique et Label Agriculture biologique.
L'agriculture biologique est une méthode de production agricole qui vise à respecter les systèmes et cycles naturels, maintenir et améliorer l’état du sol, de l’eau et de l’air, la santé des végétaux et des animaux, ainsi que l’équilibre entre ceux-ci.
À cette fin, elle exclut le recours à la plupart des produits chimiques de synthèse, utilisés notamment par l'agriculture industrielle et intensive depuis le début du XXe siècle, les organismes génétiquement modifiés par transgénèse, et la conservation des cultures par irradiation. La fertilisation du sol et la protection des plantes doivent donc être assurées en privilégiant au maximum l'utilisation d'engrais et de pesticides issus ou dérivés de substances naturelles ou la lutte biologique. Les pratiques d'agriculture biologique sont soumises à des normes contraignantes permettant la labellisation des produits et un prix de vente généralement plus élevé. Les motivations des agriculteurs et des consommateurs peuvent être de meilleurs revenus, une meilleure santé au travail, la protection de l'environnement ou des produits perçus comme plus sains. L'élevage d'animaux des fermes biologiques doit respecter des conditions de vie plus respectueuses du bien-être animal que l'agriculture traditionnelle.
Définie depuis les années 1920, l'agriculture biologique est organisée à l'échelle mondiale depuis 1972 (International Federation of Organic Agriculture Movements – IFOAM) et reconnue depuis 1999 dans le Codex Alimentarius, un programme commun de l'Organisation des Nations unies pour l'alimentation et l'agriculture (FAO) et de l'Organisation mondiale de la santé (OMS). L'agriculture biologique est une des formes d'agriculture durable ; l'appellation « biologique », ou son abréviation « bio », est protégée légalement et implique une certification. Plusieurs labels internationaux de reconnaissance de ce type d'agriculture ont été définis.
Depuis 1990, le marché des aliments et autres produits biologiques a augmenté rapidement, atteignant 63 milliards de dollars dans le monde en 2012. Cette demande s'est accompagnée d'une augmentation de la surface des terres agricoles destinées à l'agriculture biologique, qui s'est accrue de 8,9 % par an en moyenne entre 2001 et 2011. Dans le monde, plus de 37,2 millions d'hectares étaient consacrés à l'agriculture biologique à la fin de l'année 2011, soit 0,9 % des terres agricoles des 162 pays pris en compte dans le calcul. En 2015, l'agriculture biologique occupait 6,2 % de la superficie agricole utilisée de l'Union européenne.

## Définitions
L'appellation en français « agriculture biologique » est apparue vers 1950 comme équivalent de l'expression anglaise organic farming, apparue une dizaine d'années plus tôt. Cette appellation fait référence au fait qu'en agriculture biologique la fertilisation du sol et la protection contre les parasites sont assurées par des processus biologiques, tandis que l'agriculture conventionnelle a recours aux intrants de synthèse (engrais, pesticides, hormones).
Plusieurs définitions assez voisines ont été proposées :

« L'agriculture biologique est un système de production qui maintient la santé des sols, des écosystèmes et des personnes. Elle s'appuie sur des processus écologiques, sur la biodiversité et sur des cycles adaptés aux conditions locales, plutôt que sur l'utilisation d'intrants ayant des effets néfastes. L'agriculture biologique allie la tradition, l'innovation et la science au bénéfice de l'environnement commun […] »

— International Federation of Organic Agriculture Movements.

« La production biologique est un système global de gestion agricole et de production alimentaire qui allie les meilleures pratiques environnementales, un haut degré de biodiversité, la préservation des ressources naturelles, l'application de normes élevées en matière de bien-être animal et une méthode de production respectant la préférence de certains consommateurs à l'égard des produits obtenus grâce à des substances et des procédés naturels. »

— Règlement (CE) no 834/2007 du Conseil de l'Union européenne.

« La production biologique est un système global de gestion agricole et de production alimentaire qui allie les meilleures pratiques en matière d'environnement et d'action pour le climat, un degré élevé de biodiversité, la préservation des ressources naturelles et l'application de normes élevées en matière de bien-être animal et des normes de production élevées répondant à la demande exprimée par un nombre croissant de consommateurs désireux de se procurer des produits obtenus grâce à des substances et à des procédés naturels. »

— Règlement (UE) 2018/848 du Parlement européen et du conseil du 30 mai 2018.

## Fondements
Le mouvement de l'agriculture biologique s'est constitué en réaction à l'avènement de l'agrochimie, au milieu du XXe siècle, et surtout au développement de l'usage des engrais minéraux issus de la chimie de synthèse dès la fin de la Première Guerre mondiale.
L'apparition de l'agriculture biologique s'accompagne de nombreuses critiques sur l'évolution de la pratique agricole. Sont notamment critiqués :
- l'abandon d'une vision holistique (ou holiste) de la nature et de la croyance en une nature bienveillante ;
- la conception matérialiste de l'agriculture industrielle, qui néglige l'importance de la « vitalité » des aliments produits par un sol vivant[15] ;
- le rejet des pratiques traditionnelles et du rôle prépondérant de l'humus (notamment pour Albert Howard et Masanobu Fukuoka) ;
- la dégradation des liens sociaux et des libertés paysannes, à la suite des restructurations du XIXe siècle et du développement des grands groupes agro-industriels (Müller) ;
- le développement d'une vision réductionniste du monde et l'instrumentalisation de la nature aux dépens d'une relation plus spirituelle avec celle-ci, et le désenchantement qui accompagne ce rapport au monde (Steiner, Fukuoka) ;
- l'autorité d'une science agronomique confinée au laboratoire et détachée des réalités du terrain (Howard, Fukuoka) ;
- la prédominance des intérêts financiers et commerciaux dans la conception des exploitations agricoles et dans les développements technologiques, généralement aux dépens de la fertilité du sol (Howard, Müller, Fukuoka).

Le rejet de l'utilisation des produits de synthèse dans la production agricole et la volonté de produire des aliments de meilleure qualité sont apparus plus tardivement. Ils constituent à l'heure actuelle les critères principaux pris en compte par les labels d'agriculture biologique.

## Histoire
Parmi les fondateurs de l'agriculture biologique, on compte notamment Albert Howard, Raoul Lemaire, Lord Northbourne, Paule Lapicque, Hans Müller (de) et Maria Müller (de), Hans Peter Rusch (de), Rudolf Steiner (et le mouvement Lebensreform) et enfin Masanobu Fukuoka, qui dans les années 1970 développe l'agriculture biologique au Japon.

### Émergence du concept
L'agriculture biologique émerge à l'issue d'un processus en trois phases de naissance, d'organisation et de structuration.

#### Naissance du concept
Dans les années 1920-1930, les pionniers sont, soit des penseurs spirituels et ésotériques, regrettant la disparition progressive de la paysannerie (Jean Giono), soit des agronomes tels que Albert Howard qui commencent à remettre en cause l'introduction de l'industrie dans l'agriculture, base de la société traditionnelle.

#### Organisation du concept
Dans les années 1940-70 s'organisent des associations soutenant l'agriculture biologique : Soil Association (en) (1946), L'homme et le sol (1949, Henri Prat), l'Association française d'agriculture biologique (AFAB, 1961), l'association Nature et Progrès (1964).
L'agriculture biologique est présente au Salon de l'agriculture pour la première fois en 1970. C'est durant cette période que le concept d'agriculture biologique est véritablement créé en synthétisant les grandes valeurs développées par les théoriciens d'avant guerre : refus de la chimie, retour à la paysannerie et aux cycles naturels. Viennent s'y greffer les préceptes de solidarité et liberté développés par les mouvements contestataires de l'époque.

#### Structurations institutionnelles
Les grands acteurs institutionnels et économiques apparaissent à partir de la fin des années 1970.
En France : la Fédération nationale d'agriculture biologique voit le jour en 1978, Biocoop et Ecocert en 1986, et le logo officiel en 1993. Un premier plan de conversion des surfaces agricole est établi par l'Agence Bio en 2001 (il se solde par un échec : l'objectif de 5 % de surface en agriculture biologique en 2007 n'est pas atteint). Un second plan est lancé à la suite du Grenelle de l'environnement en 2007, qui se fixe pour objectif que 6 % de la surface agricole utilisée (SAU) porte le label AB en 2012. En 2019, le pourcentage de SAU en agriculture biologique est de 7,5 %.

### Divergence sur le concept
L'idéologie des précurseurs (par exemple Edward Goldsmith) est empreinte d'une certaine nostalgie du passé. Le thème du retour à la terre est souvent présent.[réf. nécessaire] L'opposition au productivisme reste présente aujourd'hui, conduisant certains acteurs à s'inquiéter du développement d'une agriculture biologique à grande échelle, animée par la logique productiviste qui était reprochée à l'agriculture conventionnelle.
L'opposition entre passé et modernité a toutefois ses limites. L'utilisation massive de la chimie en agriculture n'est en effet pas nouvelle : cuivre, arsenic, plomb, soufre, et les engrais de synthèse sont utilisés depuis la fin du XIXe siècle. Certains traitements sont connus depuis l'Antiquité,,.
L'agriculture biologique est aujourd'hui une activité économique éloignée de ces considérations, et représente pour beaucoup d'agriculteurs un moyen de mieux rentabiliser leur production et pour les consommateurs un moyen de protéger l'environnement. Elle est souvent perçue comme plus moderne et plus « jeune » que l'agriculture conventionnelle. Globalement, l'agriculture biologique est portée par une population d'agriculteurs plus jeune que l'agriculture conventionnelle, contribuant à donner une image de modernité à cette technique.

### Des concepts aux attentes et contraintes différentes
Dans la pratique, l'agriculture biologique se décompose en différents modèles de conception liés aux modèles économiques et techniques différents qui souvent les opposent, souvent liés à la taille de l'exploitation. Les uns prônent plus d'autonomie dans un système à dimensions de petites et moyennes exploitations, par exemple de type polyculture-élevage ou maraîchage, attachés aux circuits courts et aux liens avec le consommateur, et les autres prônent la performance technique et la culture bio-intensive orientés essentiellement vers les grandes cultures, par exemple céréalières ou légumières, qui représentent une part très importante de la production et souvent l'unique production.

### Évolution des modèles vers une agriculture biologique plus durable
En dehors du cahier des charges qu'impose la pratique de l'agriculture biologique, certaines pratiques transversales complémentaires émergent en rupture avec le concept technique.

#### Meilleur respect du sol
Les valeurs de respect du sol par sa compréhension ainsi que le respect de son fonctionnement naturel est observé depuis les pratiques de l'agriculture de conservation (AC) aux valeurs différentes, particulièrement concernant l'usage de pesticides et en particulier du glyphosate, que cette agriculture de conservation s'autorise à l'occasion, mais où, dans son modèle, la réduction voire le non-travail du sol est associé à un couvert permanent et varié.
Le défi pour l'agriculture biologique est de s'inspirer de ces techniques afin de réduire au maximum le travail du sol, d'augmenter la fertilité naturelle du sol et de faire des économies de temps de travail et de carburant tout en maîtrisant les adventices sans recourir au glyphosate.
Cette prise de conscience de la préservation de la fertilité des sols n'est pas seulement technique et financière mais aussi agronomique et environnementale. Elle permet aussi de limiter l'érosion des sols, de mieux maîtriser la perte hydrique des sols et de bénéficier d'un meilleur stockage du carbone, avec en arrière-plan le défi supplémentaire de l'adaptation au changement climatique.

## Mises en œuvre des systèmes d'agriculture biologique
« Une ferme biologique, à proprement parler, n'est pas celle qui utilise certaines méthodes et substances et évite d'autres, c'est une ferme dont la structure imite la structure d'un système naturel qui a l'intégrité, l'indépendance et la dépendance bénigne d'un organisme »

— Wendell Berry, The Gift of Good Land.
Selon le scientifique devenu éleveur, Xavier Noulhianne, les méthodes biologiques concernaient essentiellement, jusqu'aux années 1980, la production végétale et elles se différenciaient principalement par les techniques d'amendement du sol. Cet auteur distingue les techniques suivantes :
1. La méthode agrobiologique anglaise (Howard) ;
2. La méthode biodynamique (Steiner) ;
3. La méthode à base de roches silicieuses (Müller) ;
4. La méthode à base de lithothamme ou méthode Lemaire-Boucher.

On peut citer aussi d'autres techniques spécifiques, ou empruntées à l'agriculture conventionnelle, qui sont utilisées :
- La lutte biologique et la confusion sexuelle protègent les cultures des parasites, et des insectes ravageurs, par exemple par l'emploi d'insectes entomophages.
- L'utilisation de certains produits phytosanitaires est autorisée en agriculture biologique (cuivre, soufre, pyréthrines, etc.).
- Les cultures associées, en combinant plusieurs espèces végétales sur une même parcelle, limitent la prolifération des parasites et ravageurs ; la technique des trois sœurs est un exemple.
- La permaculture est une méthode de conception qui permet de planifier les cultures, entre autres choses, de manière à exploiter au mieux les conditions climatiques et géographiques locales, et à maximiser les interactions entre les cultures[Note 3],[Note 4]
- L'agroforesterie intègre les arbres aux exploitations agricoles.
- Les techniques culturales simplifiées limitent le travail du sol ; cette technique est difficile en agriculture biologique car elle augmente les risques de prolifération d'adventices.
- Le semis direct sous couvert permet de restituer au sol les nutriments prélevés, d'entretenir les bactéries permettant leur assimilation par les plantes, et de limiter le développement des adventices. Cette technique issue de l'agriculture de conservation est assez délicate en agriculture biologique à cause de la gestion des adventices, même si le risque est plus faible qu'avec les techniques culturales simplifiées (présence de paillis protecteur, mortalité plus importante des graines non désirées qui restent en surface).
- Le compostage et le paillis permettent de restituer les nutriments prélevés au sol, de limiter les méfaits des intempéries, et d'entretenir le développement de l'humus.
- Les purins qui sont avant tout des fertilisants, mais qui auraient aussi des effets sur les ravageurs.
- La microagriculture biointensive.
- La culture sans labour et l'agriculture naturelle se concentre sur un minimum ou une absence de culture mécanique et de labour pour les cultures de céréales.

Les méthodes d'agriculture biologique combinent la connaissance scientifique de l'écologie et de la technologie moderne avec les pratiques agricoles traditionnelles basées sur des processus biologiques naturels. Les méthodes d'agriculture biologique sont étudiées dans le domaine de l'agroécologie. Alors que l'agriculture conventionnelle utilise des pesticides de synthèse et des engrais de synthèse purifiés solubles dans l'eau, les agriculteurs biologiques sont limités par la réglementation à l'utilisation presque exclusive de pesticides et d'engrais naturels. Les principales méthodes de l'agriculture biologique pour améliorer la fertilité du sol et protéger les cultures comprennent la rotation des cultures, les engrais verts et de compost, la lutte biologique et la culture mécanique. Ces mesures utilisent l'environnement naturel pour améliorer la productivité agricole : des légumineuses sont plantées pour fixer l'azote dans le sol, les organismes auxiliaires sont encouragés, la rotation des cultures permet de confondre les ravageurs et de renouveler le sol, et des matériaux naturels tels que le bicarbonate de potassium et le paillis sont utilisés pour contrôler les maladies et les mauvaises herbes. Des plantes plus rustiques sont générées par la culture sélective des plantes plutôt que par le génie génétique.
Plusieurs des méthodes développées pour l'agriculture biologique ont été utilisées ensuite par l'agriculture conventionnelle. Par exemple, la lutte intégrée est une stratégie qui utilise diverses méthodes biologiques de lutte contre les ravageurs, auxquelles l'agriculture conventionnelle a également parfois recours.

### Diversité des cultures
La diversité des cultures est une caractéristique distinctive de l'agriculture biologique. L'agriculture conventionnelle se concentre le plus souvent sur la production intensive d'une culture en un seul endroit, une pratique qui facilite la récolte. Lorsque par ailleurs la même plante est cultivée chaque année, on parle de monoculture. La monoculture est difficilement compatible avec l'agriculture biologique car elle favorise le développement des insectes ravageurs, contre lesquels les méthodes biologiques ne permettent pas de lutter efficacement. La science de l'agroécologie a révélé les avantages de la polyculture (plusieurs cultures dans un même espace), qui est souvent mise en œuvre par l'agriculture biologique. Planter une variété de cultures maraîchères prend en charge un large éventail d'insectes bénéfiques, de micro-organismes du sol et d'autres facteurs qui ajoutent à la santé globale de l'exploitation. La diversité des cultures permet de protéger les espèces en voie d'extinction.

### Gestion des sols
L'agriculture biologique repose largement sur la décomposition naturelle de la matière organique, en utilisant des techniques comme engrais verts et compostage, pour remplacer les nutriments extraits du sol par les cultures précédentes. Ce processus biologique, grâce à des micro-organismes tels que les mycorhizes, permet la production naturelle de nutriments dans le sol tout au long de la saison de croissance. L'agriculture biologique utilise une variété de méthodes pour améliorer la fertilité du sol : la rotation des cultures, les cultures de couverture, le travail réduit du sol (agriculture de conservation), et l'application de compost. L'agriculture de conservation (qui n'est pas propre à l'agriculture biologique) permet de réduire l'exposition du sol à l'air, de sorte que moins de carbone est perdu dans l'atmosphère. Cette technique favorise la séquestration du dioxyde de carbone, ce qui permet de réduire l'effet de serre et donc de ralentir le changement climatique.
Les plantes ont besoin d'azote, de phosphore et de potassium, ainsi que des micronutriments et des relations symbiotiques avec des champignons et autres organismes pour croître. Mais obtenir suffisamment d'azote au bon moment, lorsque les plantes en ont le plus besoin, est un défi pour les agriculteurs biologiques, qui doivent gérer cette synchronisation. La rotation des cultures et l'engrais vert contribuent à fournir de l'azote grâce aux légumineuses (plus précisément, la famille des Fabacées) qui fixent l'azote de l'atmosphère par symbiose avec des bactéries rhizobium. La culture associée, qui est parfois utilisée pour le contrôle des insectes et des maladies, peut également augmenter les nutriments du sol, mais la concurrence entre les légumineuses et les cultures peut être problématique et l'espacement entre les lignes de culture est nécessaire. Les résidus de récolte peuvent être charriés dans le sol, et différentes plantes laissent différentes quantités d'azote, ce qui pourrait aider la synchronisation. Les agriculteurs biologiques utilisent également le fumier animal, certains engrais transformés comme la farine de graines et diverses poudres minérales telles que le phosphate de roche et le sable vert, une forme naturelle de la potasse qui fournit du potassium. Ensemble, ces méthodes aident à contrôler l'érosion. Dans certains cas, le pH doit être modifié. Il existe des modificateurs du pH naturel comme la chaux et le soufre, mais aux États-Unis certains composés tels que le sulfate de fer, le sulfate d'aluminium, le sulfate de magnésium, et les produits solubles de bore sont autorisés dans l'agriculture biologique.
Les exploitations mixtes avec bétail et cultures peuvent opérer comme des « ley farms », par lesquelles les terres accumulent de la fertilité par la croissance des graminées fourragères fixatrices d'azote comme le trèfle blanc ou la luzerne cultivée et sur lesquelles poussent des cultures de rente ou de céréales lorsque la richesse du sol est établie. Les fermes sans bétail peuvent trouver qu'il est plus difficile de maintenir la fertilité du sol, et peuvent s'appuyer davantage sur les intrants externes comme les nutriments produits hors de l'exploitation ainsi que les légumineuses à grains et engrais verts, bien que les légumineuses à grains peuvent fixer l'azote de façon limitée car ils sont récoltés. Les exploitations horticoles (fruits et légumes) qui opèrent dans des conditions protégées sont souvent encore plus dépendantes des intrants extérieurs.
La recherche sur la biologie et les organismes du sol s'est avérée bénéfique à l'agriculture biologique. Plusieurs variétés de bactéries et de champignons décomposent les produits chimiques, les matières végétales et les déchets d'animaux en éléments nutritifs qui rendent le sol plus productif pour les récoltes à venir. Les champs avec peu ou pas de fumier montrent une baisse considérable des rendements, due à une diminution de la faune microbienne du sol.

### Gestion des mauvaises herbes
La gestion des mauvaises herbes de façon biologique favorise la suppression ou la limitation des mauvaises herbes en intensifiant la concurrence des cultures et en ayant recours à leurs effets phytotoxiques sur les mauvaises herbes. En Europe, les agriculteurs biologiques intègrent des tactiques culturales, biologiques, mécaniques, physiques et chimiques pour combattre les mauvaises herbes sans herbicides synthétiques. Les normes biologiques exigent la rotation des cultures annuelles, ce qui signifie qu'une seule culture ne peut pas être cultivée au même endroit sans une autre, la culture intermédiaire. La rotation des cultures biologiques comprend souvent des cultures de couverture avec des cycles de vie différents pour décourager les mauvaises herbes associées à une culture particulière. La recherche est en cours pour développer des méthodes biologiques pour promouvoir la croissance de micro-organismes naturels qui suppriment la croissance ou la germination des mauvaises herbes communes.
D'autres pratiques culturales utilisées pour améliorer la compétitivité des cultures et réduire la pression des mauvaises herbes comprennent la sélection de variétés de cultures compétitives, la plantation à haute densité, l'espacement des rangs serrés, les cultures associées (par exemple céréale et fabacée) et les semis tardifs dans un sol chaud pour favoriser la germination rapide des cultures.
Les pratiques de désherbage mécaniques et physiques utilisés sur les fermes biologiques peuvent être regroupées comme suit :
- le labour – tourner le sol entre les cultures pour incorporer les résidus de culture et additifs ; enlever les mauvaises herbes existantes et préparer un lit de semence pour la plantation ; tourner le sol à nouveau après le semis pour tuer les mauvaises herbes ;
- la tonte et la coupe – coupe de la partie supérieure des mauvaises herbes ;
- le désherbage au feu et le désherbage thermique – utilisation de la chaleur pour tuer les mauvaises herbes ;
- le paillage – blocage des mauvaises herbes avec des matières organiques, films plastiques, ou du tissu[41] ;
- le binage de précision avec guidage électronique dans le cas de plantes sarclées comme le maïs.

Certains critiques, citant les travaux publiés en 1997 par David Pimentel de l'université Cornell, qui décrit l'érosion des sols comme une menace majeure pour l'agriculture mondiale, pensent que le travail du sol contribue à cette érosion. La FAO et d'autres organisations ont préconisé une approche « sans labour » pour à la fois l'agriculture classique et biologique, et soulignent en particulier que les techniques de rotation des cultures utilisées en agriculture biologique sont excellentes pour cette approche,. Une étude publiée en 2005 par Pimentel et ses collègues confirme que « la rotation des cultures et cultures de couverture (engrais vert) typique de l'agriculture biologique réduit l'érosion des sols, les problèmes de ravageurs, et l'utilisation des pesticides ». Certains produits chimiques d'origine naturelle sont autorisés pour une utilisation herbicide. Il s'agit notamment de certaines formulations d'acide acétique (vinaigre concentré), du gluten de maïs, et des huiles essentielles. Quelques bioherbicides sélectifs fondés sur les agents pathogènes fongiques ont également été développés. Pour le moment cependant, les herbicides biologiques et bioherbicides jouent un rôle mineur dans la boîte à outils de contrôle biologique contre les mauvaises herbes.
Les mauvaises herbes peuvent être contrôlées par le pâturage. Par exemple, des oies ont été utilisées avec succès pour éliminer les mauvaises herbes dans des cultures biologiques de coton, de fraise, de tabac et de maïs, et ont relancé la pratique de garder les oies Cotton Patch, qui étaient communes dans le sud des États-Unis avant les années 1950. De même, certains riziculteurs introduisent des canards et des poissons dans les rizières humides pour manger les mauvaises herbes et les insectes.

### Contrôle d'autres organismes

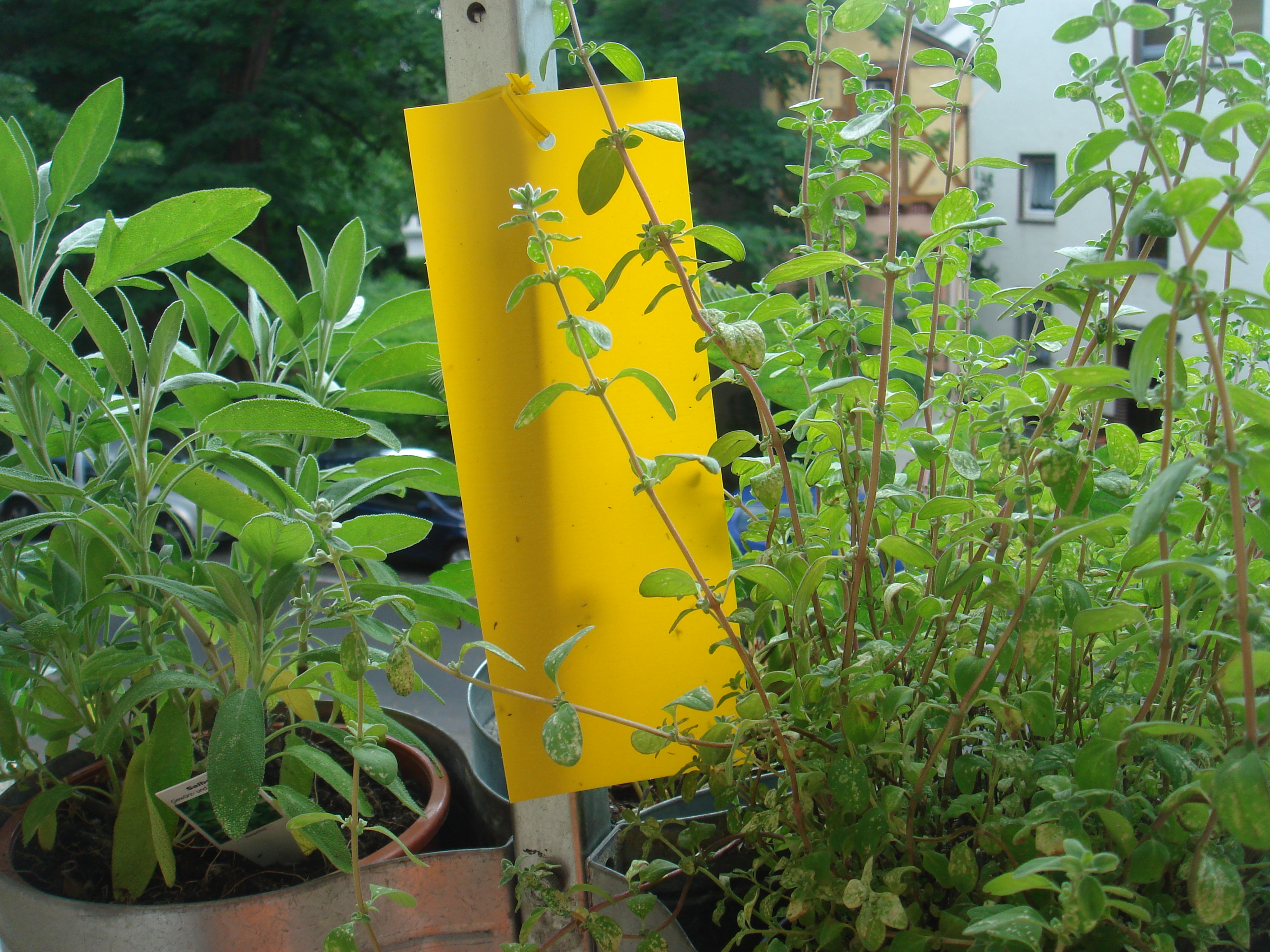
Compteur d'insectes.

Les organismes, autres que les mauvaises herbes, qui causent des problèmes dans les fermes biologiques sont des arthropodes (insectes, acariens), des nématodes, des champignons et des bactéries. Les pratiques biologiques comprennent, mais ne sont pas limitées à :
- encourager les insectes prédateurs bénéfiques pour lutter contre les ravageurs en installant des plants de pépinière et/ou un habitat alternatif, généralement sous la forme d'un brise-vent, haies, ou banque de coléoptères ;
- encourager les micro-organismes bénéfiques ;
- rotation des cultures à différents endroits d'une année à l'autre pour interrompre les cycles de reproduction des ravageurs ;
- semer des cultures de compagnie et les plantes repoussantes qui découragent ou détournent les ravageurs ;
- couvrir les rangées pour protéger les cultures pendant les périodes de migration de ravageurs ;
- utiliser des pesticides et herbicides biologiques ;
- utiliser l'assainissement pour éliminer l'habitat des ravageurs ;
- utiliser des pièges à insectes pour surveiller et contrôler les populations d'insectes ;
- utiliser des barrières physiques.

#### Contrôle par intervention d'autres vivants

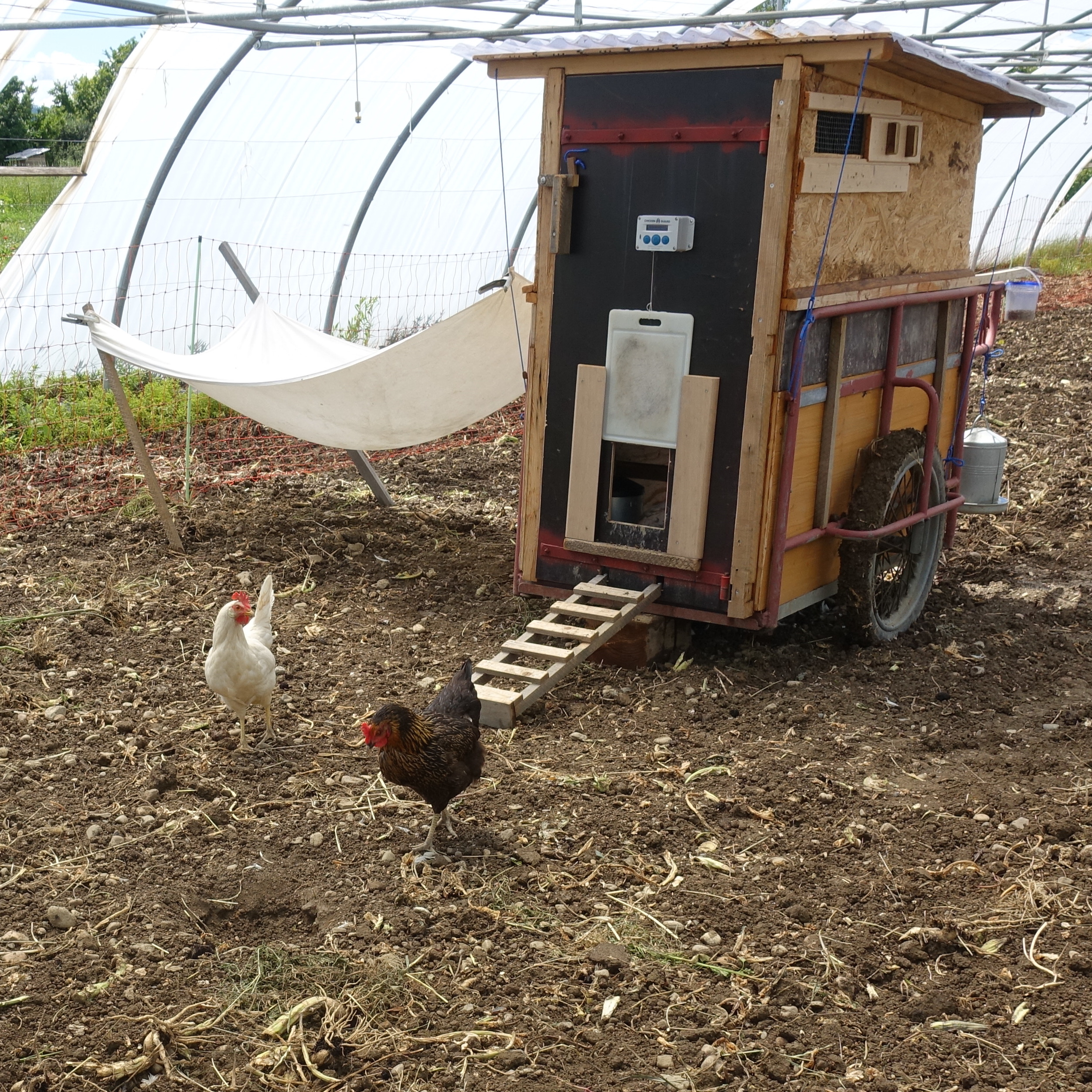
Un poulailler mobile aux Jardins de Cocagne à Genève, pour détruire les parasites et enrichir la terre (juin 2020).

Les insectes bénéfiques prédateurs comprennent les punaises, et dans une moindre mesure, les coccinelles (qui ont tendance à s'envoler), qui tous mangent un large éventail d'organismes nuisibles. Les chrysopes sont également efficaces, mais ont tendance à s'envoler. Les mantes religieuses ont tendance à se déplacer plus lentement et à moins manger. Les guêpes parasitoïdes ont tendance à être efficace pour leur proie choisie, mais comme tous les petits insectes peuvent être moins efficaces à l'extérieur parce que le vent perturbe leur mouvement. Les acariens prédateurs sont efficaces pour lutter contre d'autres acariens.
Les substances autorisées dans la lutte biologique par la réglementation du label AB sont réparties en sept catégories :
- les substances actives d'origine animale ou végétale (purin d'ortie, huiles végétales, pyréthrines, etc.) ;
- les micro-organismes ;
- les substances produites par des micro-organismes ;
- les substances à utiliser uniquement dans des pièges ou des distributeurs (par exemple phéromones et certains pyréthrinoïdes) ;
- les préparations à disperser en surface entre les plantes cultivées (molluscicides) ;
- les autres substances traditionnellement utilisées dans l'agriculture biologique (notamment cuivre, soufre, huile de paraffine, etc.) ;
- les autres substances telles que l'hydroxyde de calcium et le bicarbonate de potassium.

Les agriculteurs biologiques préfèrent en principe maintenir les équilibres de la faune auxiliaire (y compris les bousiers nécessaires au recyclage rapide des excréments animaux dans le sol) en favorisant la faune utile et les prédateurs naturels plutôt qu'éliminer indistinctement toute activité animale.

#### Contrôle par intervention chimique
Les insecticides d'origine naturelle autorisés pour une utilisation sur les fermes biologiques comprennent Bacillus thuringiensis (une toxine bactérienne), le pyrèthre (un extrait de chrysanthème), le spinosad (un métabolite bactérien) et l’huile de neem (issue du margousier). Moins de 10 % des agriculteurs biologiques utilisent ces pesticides régulièrement ; une enquête a montré que seulement 5,3 % des producteurs de légumes en Californie utilisent la roténone (interdite dans l'Union européenne), tandis que 1,7 % utilisent le pyrèthre. Ces pesticides ne sont pas toujours plus sûrs ou respectueux de l'environnement que les pesticides synthétiques et peuvent causer des dommages. Certaines de ces substances sont controversées, notamment la roténone, le cuivre, le spinosad[réf. incomplète] et les pyrèthres,. La roténone et le pyrèthre sont particulièrement controversées parce qu'ils attaquent le système nerveux, comme la plupart des insecticides conventionnels. La roténone est très toxique pour les poissons et peut induire des symptômes ressemblant à la maladie de Parkinson chez les mammifères,. La roténone était autorisée jusqu'au 10 octobre 2008. Bien que le pyrèthre (pyréthrines naturelles) soit plus efficace contre les insectes lorsqu'il est utilisé avec du butoxyde de pipéronyle (qui retarde la dégradation des pyréthrines), les normes biologiques ne permettent généralement pas l'utilisation de cette dernière substance,,.
Les fongicides autorisés pour une utilisation sur les fermes biologiques comprennent les bactéries Bacillus subtilis et Bacillus pumilus, et le champignon Trichoderma harzianum. Ils sont principalement efficaces contre les maladies affectant les racines. Le thé de compost contient un mélange de microbes bénéfiques, qui pourrait attaquer ou supplanter certaines pathogènes des plantes, mais des précautions doivent être prises au cours de la préparation de ce « thé » pour éviter le développement de microbes toxiques.
Certains pesticides d'origine naturelle ne sont pas autorisés pour une utilisation sur les fermes biologiques. Ceux-ci comprennent le sulfate de nicotine, l'arsenic, la roténone (dans l'Union européenne) et la strychnine.
Les pesticides doivent provenir de substances naturelles ou de leurs dérivés. En Europe, ceux qui sont autorisés sont indiqués dans la réglementation ; on y trouve la laminarine (extrait des algues) ou la pyréthrine (extrait de chrysanthèmes). Certains produits synthétiques sont aussi autorisés, comme l'hydroxyde de calcium (la chaux éteinte), l'huile de paraffine. Certains composés du cuivre sont autorisés, pour permettre la bouillie bordelaise, mais cette permission est très contestée.
Le sulfate de cuivre et la bouillie bordelaise (sulfate de cuivre avec chaux), approuvés pour une utilisation biologique dans différents pays,, ont fait l'objet de critiques,. La bouillie bordelaise, utilisée entre autres en viticulture et arboriculture fruitière biologiques et conventionnelles, est autorisée malgré sa toxicité pour l'environnement. Des préoccupations similaires s'appliquent à l'hydroxyde de cuivre. L'application répétée de sulfate de cuivre ou de l'hydroxyde de cuivre comme fongicide peuvent éventuellement provoquer une accumulation de cuivre à des niveaux toxiques dans le sol, et des avertissements, pour éviter l'accumulation excessive de cuivre dans le sol, apparaissent dans diverses normes biologiques et ailleurs. Les préoccupations environnementales sur plusieurs types d'organismes vivants se posent à des taux moyens d'utilisation de ces substances pour certaines cultures. Dans l'Union européenne, où le remplacement des fongicides à base de cuivre dans l'agriculture biologique est une priorité de la politique, la recherche est en quête d'alternatives pour la production biologique.
Certains agriculteurs biologiques utilisent des insecticides naturels. En France, le neem est souvent interdit dans l'agriculture mais obtient régulièrement des autorisations de mise sur le marché temporaires, notamment du 2 mars au 30 juin 2017 et du 28 février au 28 juin 2018.
La supériorité du profil environnemental des pesticides autorisés par le label AB par rapport aux autres pesticides ne fait pas l'unanimité. Si certains pesticides naturels se dégradent plus rapidement que des produits de synthèse ayant le même usage, d'autres comme le soufre et le cuivre ne sont pas biodégradables.

### Semences pour l'agriculture biologique
Les agriculteurs labellisés AB sont tenus d'utiliser des semences issues de multiplication en mode AB (qu'elles soient de ferme ou commerciales). Pour de nombreuses espèces il est toutefois possible d'obtenir des dérogations si les variétés recherchées de semences issues de l'agriculture biologique ne sont pas disponibles : les agriculteurs sont alors libres de planter toutes les semences existantes ou d'acheter toutes les semences du catalogue officiel, sauf les OGM et à la condition qu'elles ne soient pas traitées. Dans chaque pays de l'Union européenne, un site officiel informe les agriculteurs sur les semences biologiques disponibles et leur permet d'enregistrer et d'éditer leurs demandes de dérogations.
La plupart des agriculteurs utilisent des variétés commerciales classiques, y compris les semences de variétés hybrides, en choisissant généralement les plus vigoureuses, les mieux notées pour la résistance aux maladies, aux ravageurs et à la concurrence des adventices. Plusieurs programmes de sélection en cours sont soutenus par le FSOV (fonds de soutien à l'obtention végétale). Ces actions permettent de créer des variétés de céréales destinées en particulier aux agriculteurs biologiques, et également à tous ceux qui cherchent à réduire l'utilisation de produits phytosanitaires.

### Élevage
L'élevage d'animaux pour la production de viande, de produits laitiers et d'œufs, est une activité agricole qui fait partie intégrante de l'agriculture biologique. Les fermes biologiques fournissent aux animaux des conditions de vie plus respectueuses du bien-être animal que l'agriculture conventionnelle. L'alimentation des animaux doit être intégralement issue de cultures biologiques. Les étables sont plus diversifiées et les animaux peuvent se mouvoir librement avoir des contacts sociaux, manger, s'occuper conformément à leurs besoins. Les animaux sont engraissés plus lentement.
L'usage d'antibiotiques et de médicaments vétérinaires y est en général réglementé.
Aux États-Unis, il n'y a aucune exigence sur le plan de la protection des animaux pour qu'un produit puisse être désigné comme biologique, il s'agit d'un écart par rapport aux autres pratiques agricoles biologiques.
En outre, historiquement la force des chevaux et du bétail était utilisée pour le labour, leur fumier était utilisé pour l'enrichissement des sols. Alors qu'aujourd'hui, les petites fermes ne comprennent pas de bétail, les animaux domestiqués sont une partie souhaitable de l'équation de l'agriculture biologique, en particulier pour une véritable durabilité, la capacité d'une ferme de fonctionner comme une unité auto-suffisante est primordiale.

#### Porcs
La caudectomie est interdite dans les élevages porcins labellisés agriculture biologique en France. Cela s'explique par une recherche du bien-être animal plus poussée qu'en élevage conventionnel, ainsi que par une nécessité moindre de prévenir la caudophagie. En effet, dans ce mode de production il est obligatoire de laisser un espace plus important aux animaux ainsi qu'un accès à l'extérieur, les porcs peuvent alors exprimer les comportements propres à leur espèce et souffrent moins de troubles du comportement, dont la caudophagie.
L'élevage porcin biologique doit être conforme à certaines législations communautaires. Il faut beaucoup de lumière du jour pour l'élevage des animaux ; les conditions de base sont également l'exercice et la ventilation naturelle. Il est interdit d'attacher les animaux. La moitié au maximum de la surface au sol peut être constituée de caillebotis ; une surface de couchage sèche et couverte de litière est également nécessaire. Les truies gestantes et les truies non enceinte doivent être élevées en groupes. La taille des cases de mise bas ne doit pas être inférieure à 7,5 mètres carrés. Les éleveurs n'ont pas le droit de mettre les porcelets en cage et il est également interdit de leur limer les dents. L'UE prescrit une période minimale d'allaitement de quarante jours.
Certains de ces règlements entraînent des coûts d'élevage plus élevés, c'est pourquoi il est autorisé un nombre plus élevé de truies en gestation (jusqu'à 40 %). En plus d'élever des truies, il est également obligatoire de les nourrir de façon biologique. Jusque fin 2017, les agriculteurs peuvent acheter des composants protéiques conventionnels sans OGM pour l'alimentation animale s'ils se conforment à la législation communautaire sur l'agriculture biologique. Le mélange de ces composants peut atteindre un maximum de cinq pour cent de l'alimentation. Depuis août 2003, les porcs biologiques ne sont définis comme tels que s'ils ont été élevés selon les méthodes biologiques décrites pendant au moins six mois. Par conséquent, seuls les porcelets issus de l'élevage biologique de truies peuvent être utilisés pour l'engraissement. Si les truies conventionnelles sont achetées, elles doivent alors être élevées selon le mode biologique.

#### Bovins
En France le cahier des charges pour l'élevage bovin biologique transcrit au niveau national la règlementation cadre définie à l'échelle européenne. L'alimentation du troupeau est d'origine biologique et doit provenir au moins à 50 % de l'exploitation. L'alimentation des veaux est basée sur le lait naturel pendant 3 mois minimum. L'utilisation d'aliments OGM est interdite. Le pâturage est obligatoire quand les conditions météorologiques le permettent. La quantité de concentrés autorisée est limitée à 40 % de la ration journalière en matière sèche. Ce chiffre peut être ramené à 50 % pour une période maximale de trois mois en début de lactation ou en finition. Pour ce qui est de la prophylaxie et des soins vétérinaires, la prévention est la règle prioritaire. L'utilisation de médicaments (hors homéopathie et phytothérapie) et d'antibiotiques est limitée à trois traitements par an et par vache. L'utilisation d'hormones pour le traitement de l'infertilité est contrôlée par le vétérinaire. Le clonage et le transfert d'embryon sont interdits. Le logement des animaux doit respecter une surface minimale par tête et doit comporter une aire d'exercice suffisante. Des dérogations peuvent être accordées dans le cas par exemple des étables entravées si le pâturage est pratiqué une bonne partie de l'année. Le logement des veaux en niche est interdit au-delà d'une semaine.

#### Volailles
En Suisse, les élevages biologiques de volailles pour la production d'œufs sont des élevages en plein air de 3 000 poules maximum avec une densité maximale de 6 poules/m2 au sol dans le poulailler et 4 m2 par poule en plein air. L'alimentation doit être issue à 95 % de l'agriculture biologique et être à 100 % végétale.
En Suisse, les élevages biologiques de volailles pour la production de chair sont des élevages en plein air de 480 m2 maximum de race rustique à croissance lente. Les poulets sont abattus au plus tôt à un âge de 81 jours. La densité maximale est de 10 poules/m² au sol dans le poulailler et 4 m2 par poule en plein air. L'alimentation doit être issue à 95 % de l'agriculture biologique et être à 100 % végétale.

### Modification génétique
Une caractéristique clé de l'agriculture biologique est le rejet de plantes et d'animaux génétiquement modifiés. Le 19 octobre 1998, les participants au 12e Congrès scientifique de l'IFOAM ont publié la Déclaration de Mar del Plata, où plus de six cents délégués de plus de soixante pays ont voté à l'unanimité d'exclure l'utilisation d'organismes génétiquement modifiés dans la production alimentaire et l'agriculture.
Par contre la culture sélective des plantes et l'élevage sélectif des animaux sont autorisés, ces techniques permettent de sélectionner les plantes et les animaux les plus aptes pour l'agriculture biologique, de la même manière qu'elles ont été utilisées en agriculture conventionnelle pour optimiser les rendements. Cette sélection est primordiale pour l'agriculture biologique pour permettre de trouver les combinaisons de plantes les plus adaptées et pour augmenter les rendements.
Bien que l'opposition à l'utilisation de toutes les technologies transgéniques dans l'agriculture biologique est forte, les chercheurs agricoles Luis Herrera-Estrella et Ariel Alvarez-Morales continuent de préconiser l'intégration des technologies transgéniques dans l'agriculture biologique comme moyen optimal de l'agriculture durable, en particulier dans le monde en développement, comme le fait l'auteur et scientifique Pamela Ronald, qui considère ce genre de biotechnologie comme étant compatible avec les principes biologiques.
Bien que les OGM soient exclus de l'agriculture biologique, le pollen des plantes génétiquement modifiées peut contaminer les semences biologiques et patrimoniales, ce qui rend difficile, voire impossible, d'interdire à ces génomes d'entrer dans la chaîne des aliments biologiques. Le risque de contamination est fonction de la réglementation des organismes génétiquement modifiés appliquée par chaque pays.

## Standards et législation
La commercialisation des produits agricoles biologiques est réglementée par des labels de qualité publics ou privés, et définie légalement par de nombreux pays. Ces réglementations donnent des critères de certification variables, généralement basés sur les normes de la Fédération internationale des mouvements d'agriculture biologique (IFOAM), association internationale coordonnant les organisations actives dans le secteur bio, en 2005 elle a créé les principes de l'agriculture biologique, une directive internationale pour les critères de certification. Les cahiers des charges des labels ne portent pas sur la qualité des produits, mais sur le respect de l'environnement. On parle aussi de consommation responsable pour les clients (entreprises, entités publiques et particuliers) achetant des produits biologiques. Il existe aussi des labels autres plus stricts (Bioprogrès…). En général, les organismes accréditent des groupes de certification plutôt que des exploitations individuelles.
En 1927, le label Demeter est le premier label certifiant les produits issus de l'agriculture biologique. Il est utilisé dans plus de cinquante pays dans le monde.
Dès les années 1970, des agriculteurs mettant en œuvre une agriculture biologique, s'associent et créent leurs marques collectives de certification. Dans les années 1980, les gouvernements ont commencé à élaborer des lignes directrices pour l'agriculture biologique. Dans les années 1990, une tendance vers des normes imposées par la loi a commencé, notamment avec en 1991 avec le label bio de l'Union européenne développé pour l'Union européenne, qui a établi des normes pour 12 pays, et un programme de 1993 au Royaume-Uni.
Le programme de l'UE a été suivi par un programme japonais en 2001, et en 2002 les États-Unis ont créé le National Organic Program (NOP). En 2007, plus de 60 pays réglementent l'agriculture biologique (IFOAM 2007: 11).

### Agriculture biologique: un concept et plusieurs labels
L'esprit de l'agriculture biologique originelle est difficile à concilier avec le fonctionnement des grandes exploitations biologiques qui fournissent une part importante de la production, notamment en ce qui concerne les aliments importés, qui représentent le tiers de la consommation labellisée AB en France en 2009. Ce conflit, entre le label AB et les valeurs de l'agriculture biologique a provoqué l'apparition de plusieurs marques privées plus stricts, imposant notamment le « localisme » dans l'approvisionnement et la vente, une production « paysanne » et des contraintes supplémentaires sur les engrais et produits de traitement autorisés. Le principal objectif du localisme est de réduire la consommation d'énergie et le rejet de gaz à effets de serre liés au transport, afin de protéger davantage l'environnement.
À l'inverse, des cahiers des charges intermédiaires de bonnes pratiques, moins stricts que ceux de l'agriculture biologique, se sont développés : agriculture raisonnée, production fruitière intégrée, GlobalGAP (de), Agriconfiance, etc.

### Union européenne
Au sein de l'Union européenne, le premier règlement sur l'agriculture biologique est entré en vigueur en 1992, et a ensuite été progressivement complété et ajusté. Les règlements 834/2007 et 889/2008 et leurs annexes s'appliquent obligatoirement à tout agriculteur qui veut être reconnu comme agriculteur biologique par l'Union Européenne.
Le règlement 2018/848 du Parlement européen et du Conseil relatif à la production biologique et à l'étiquetage des produits biologiques est paru au JOUE le 14 juin 2018, il abroge le précédent règlement 834/2007 et entre en vigueur le 1er janvier 2021. Ce règlement doit être complété par des actes délégués précisant sa mise en œuvre.
Tout agriculteur biologique est soumis à des contrôles de bonne application des règlements et actes délégués chaque année.
Ils fournissent les règles relatives à la production, l'étiquetage et l'inspection en matière d'élevage, et précisent quels sont les objectifs et les principes de l'agriculture biologique, tout en établissant les niveaux de compétences en matière de législation bio.
Ces règlements ne prévoient pas de seuil spécifique pour les organismes génétiquement modifiés (OGM). En conséquence, c'est le seuil applicable en agriculture conventionnelle, qui est de 0,9 %, qui reste d'application pour les produits bio. Au-delà de ce seuil, la réglementation générale oblige à mentionner la présence d'OGM sur les étiquettes, provoquant donc le déclassement automatique de produits bio qui contiendrait accidentellement des substances d'OGM. Cela signifie qu'en cas de contamination à un taux situé entre le seuil de détection (qui est de l'ordre de 0,1 %) et le taux de 0,9 %, un organisme de contrôle n'est pas dans l'obligation de retirer le certificat bio du produit.
Le régime particulier des importations de produits labellisés AB en provenance des pays tiers fait l'objet d'un règlement séparé : la Commission européenne établit progressivement des listes d'équivalence entre le standard de l'UE et celui de pays tiers ou celui employé par des organismes de contrôle opérant en dehors de l'UE.

#### France

Logo français du label officiel Agriculture Biologique.

En France, la mise en pratique de l'agriculture biologique au début des années 1960 en fait un pays pionnier : le Groupement d'agriculture biologique de l'Ouest (GABO) est créé en 1958, il devient l'AFAB (Association française d'agriculture biologique) en 1961. La FNAB (Fédération nationale d'agriculture biologique des régions de France) est créée en 1978 par des agriculteurs biologiques, pour porter une voix spécifique à la profession.
En 1964, Nature et Progrès devient, en France, la première marque privée collective de certification en agriculture biologique soumise à un cahier des charges. En 1985, le ministère de l'Agriculture définit sa propre réglementation, plus souple, avec le label AB, et conditionne l'utilisation commerciale de l'appellation « agriculture biologique » à l'obtention de ce label. Ce label devient bientôt prédominant dans l'agriculture biologique française. Depuis 2009, ses critères sont alignés sur le label bio européen.
L'appellation « agriculture biologique » est légalement protégé en France depuis la loi d'orientation agricole du 4 juillet 1980 et le décret du 10 mars 1981, lesquels l'ont définie, et ont fixé les conditions d'homologation des cahiers des charges et précisé les substances pouvant être utilisées dans la production, la conservation et la transformation des produits agricoles dits « biologiques » destinés au commerce.

#### Politique agricole commune en Europe
Les réformes de la PAC des années 1999/2000 ont profondément modifié le soutien à l'agriculture dans l'Union européenne. Les agriculteurs sont désormais tenus de respecter certaines normes environnementales de base pour pouvoir bénéficier des compensations publiques. Ils sont également soumis au respect du principe de « pollueur-payeur ». Au-delà des normes de base, ceux qui mettent en œuvre des techniques plus favorables à l'environnement et au respect de la nature (comme l'agriculture biologique) peuvent recevoir une compensation supplémentaire, mais cela n'a rien d'automatique. Ce sont les mesures agri-environnementales, qui proposent de soutenir financièrement les agriculteurs souscrivant à des engagements allant au-delà des bonnes pratiques agricoles. En particulier, la mise en œuvre de l'agriculture biologique permet de percevoir des primes à l'hectare ainsi que des aides aux investissements. Ces actions devraient tendre à favoriser l'adoption de pratiques d'agriculture biologique, mais elles relèvent de programmes de développement rural (PDR) qui sont décidés par chacun des 27 États membres (ou par les régions). L'ensemble du dispositif des aides au bio est donc très variable d'un pays à l'autre.
Par exemple, les aides à la conversion en Autriche sont de l'ordre de 450 euros par hectare. En France, l'aide est accordée sur une période de cinq ans et varie selon les cultures :
- cent euros par hectare et par an pour une surface en prairie permanente ;
- deux cents euros par hectare et par an pour une surface en prairie temporaire, céréales et oléo-protéagineux ;
- 350 euros par hectare et par an pour une surface en culture légumière ;
- six cents euros par hectare et par an en maraîchage.

En France, les « agriculteurs bio » peuvent bénéficier d'une aide au maintien. Ces aides sont cumulables avec les compensations perçues par les « agriculteurs conventionnels ». Il existe, de plus, de nombreux programmes locaux d'aides à l'agriculture biologique et un crédit d'impôt réservés aux « agriculteurs biologiques ».
Depuis l'adoption du règlement européen de 1992, de nombreux agriculteurs se sont convertis à ce type d'agriculture. La conversion nécessite deux à trois ans de respect des règles de production de l'agriculture biologique.
Le nouveau règlement européen sur la bio entré en vigueur en 2009 n'a pas modifié ces dispositifs.

### Québec
Au Québec, depuis 2002, l'appellation « biologique » est commercialement protégée. Le Conseil des appellations réservées et des termes valorisants (CARTV) a été mis sur pied par le gouvernement du Québec le 6 novembre 2006, en vue de l'application de la Loi sur les appellations réservées et les termes valorisants. Depuis le 1er janvier 2012, le cahier des charges relatif aux produits issus du mode de production biologique comprend un référentiel de certification basé sur les exigences techniques de la Norme biologique du Canada (NBC).

### Comparaison des labels et des marques collectives de certification
Afin de lutter contre les nuisibles et améliorer les rendements, les différents labels et marques collectives de certification de l'agriculture biologique autorisent l'utilisation de pesticides et d'engrais. Les différentes pratiques, ainsi que les progrès techniques, ont conduit ces signes à adapter leurs cahiers des charges de façon différente. Le label Bio de l'Union européenne est ainsi régi par les directives 889/2008 et 834/2007 du Conseil, usant de la définition des OGM de la directive 2001/18/CE du Parlement européen et du Conseil. Le cahier des charges USDA Organic, est disponible en ligne.

## Nutrition et santé

### Perception dans la population
Les usagers de l'agriculture biologique soutiennent communément que l'alimentation issue de l'agriculture biologique est plus saine au niveau nutritif. Par exemple en France un sondage de 2009 montre que 90 % de la population pensent que les produits biologiques sont « plus naturels car cultivés sans produits chimiques », 81 % pensent qu'ils sont « meilleurs pour la santé », et 74 % pensent que les « qualités nutritionnelles des aliments [sont] mieux préservées ».

### Aspects nutritionnels
Les conclusions des études comparant aliments biologiques et conventionnels sont contradictoires, certains auteurs estimant que les différences sont minimes, tandis que d'autres concluent que les produits biologiques présentent des avantages substantiels sur le plan nutritionnel. Une méta-analyse de 2012 conclut que, « bien que les aliments biologiques se distinguent des aliments issus de l'agriculture conventionnelle par une moindre toxicité, une période de conservation plus longue et par leur contenu nutritionnel en certains éléments, d'autres études comparatives sont nécessaires pour confirmer leur supériorité nutritionnelle et clore la controverse ».
Le 11 octobre 2013, l'INRA a publié un rapport intitulé « Vers des agricultures à hautes performances ». Ce rapport compare les agricultures biologique et conventionnelle, notamment sur un plan agronomique ; les auteurs estiment que les qualités des produits issus des agricultures biologique et conventionnelle sont « globalement peu différentes ». Ils notent toutefois une présence de pesticides nettement plus faible dans les produits issus de l'agriculture biologique, « une teneur en vitamine C potentiellement plus élevée des fruits et légumes en AB » et « une teneur en vitamine E plus élevée de l'huile d'olive en AB ». La composition en lipides des produits animaux biologiques (plus riche en acides gras polyinsaturés et moins riche en acides gras saturés) est également jugée « plutôt favorable » par rapport aux produits issus de l'agriculture conventionnelle. En revanche, ils notent que la « teneur en protéines des céréales et des légumes en AB est inférieure », et les risques de contamination parasitaire sont jugés plus importants en agriculture biologique. Ils précisent « qu'il est peu probable que les consommateurs de ces produits en tirent un bénéfice significatif en termes de santé ».
Dans une méta-analyse du 15 juillet 2014, publiée dans la revue British Journal of Nutrition, une équipe internationale composée de 18 experts internationaux (dont Charles Benbrook, chercheur financé par l'industrie de l'alimentation biologique), dirigée par l'Université de Newcastle au Royaume-Uni, montre que les aliments à base de plantes cultivées biologiquement contiendraient jusqu'à 60 % d'antioxydants de plus que les aliments issus de cultures conventionnelles. L'analyse de 343 études, sur les différences de composition entre les cultures biologiques et conventionnelles, a constaté que le passage à la consommation de fruits, légumes et céréales biologiques permettait de fournir des antioxydants supplémentaires (équivalents à 1-2 portions supplémentaires de fruits et légumes par jour). Cette étude montre également des niveaux significativement plus faibles de métaux lourds toxiques dans les aliments biologiques. Le cadmium, qui est l'un des trois seuls contaminants métalliques avec le plomb et le mercure pour lesquels la Commission européenne a établi des niveaux maximaux admissibles de contamination dans les aliments, a été retrouvé à des niveaux inférieurs d'environ 50 % dans les cultures biologiques que dans celles cultivées de façon conventionnelle. La concentration de ces produits en nitrates et nitrites était également inférieure (de 30 % et 87 % respectivement) dans les aliments biologiques. Ce travail a été critiqué notamment par les auteurs de méta-analyses antérieures qui étaient parvenus à des conclusions inverses.
D'autres études ont montré une différence significative pour la concentration entre produits issus de l'agriculture biologique et produits conventionnels. Ces effets ont pu aussi être mesurés directement sur les consommateurs de produits issus de l'agriculture biologique : des enfants alimentés avec des produits biologiques ont vu la concentration en pesticides organophosphorés (en voie d'interdiction en Europe) dans leurs urines rapidement baisser à des niveaux non détectables.
Les études scientifiques plus anciennes ne montraient pas de différences significatives au niveau nutritionnel,,,,,, mais les fruits et légumes biologiques tendent à porter moins de résidus de pesticides. Une étude de 2009 des effets potentiels sur la santé, réalisée pour l'Agence britannique des normes alimentaires (Food Standards Agency), a analysé onze articles et conclu : « en raison des données limitées et très variables disponibles, et d'inquiétude sur la fiabilité de certains résultats rapportés, il n'existe actuellement aucune preuve d'un avantage pour la santé de consommer des aliments biologiques comparé aux denrées alimentaires produits de manière conventionnelle. Il convient de noter que cette conclusion se rapporte sur la base des données actuellement disponibles sur la teneur en nutriments des denrées alimentaires, et comporte des limitations dans la conception et la comparabilité des études ». Des études individuelles ont considéré une variété d'impacts possibles sur la composition des aliments. L'une d'elles conclut que les fruits et légumes biologiques contiennent moins de résidus agrochimiques que ceux cultivés de manière traditionnelle, mais que l'importance de cette différence est discutable.
Une méta-analyse de l'Université Stanford regroupant 200 études sur 40 ans conclut à l'absence de différence nutritionnelle entre aliments conventionnels et issus de l'agriculture biologique. Néanmoins, elle remarque que les fruits et légumes conventionnels tendent à porter plus de résidus de pesticides, et que la viande conventionnelle est plus contaminée par des bactéries résistantes aux antibiotiques.
Parallèlement à ces études, d'autres montrent que les aliments biologiques peuvent contenir certains nutriments en plus grande quantité. Par exemple, une méta-analyse indique que les produits laitiers biologiques contiennent plus d'acides gras oméga-3 et protéines. Ses fruits et légumes ont aussi des teneurs en flavonoïdes (protecteur des vaisseaux sanguins) plus élevées. Une étude de l'Université de Newcastle publiée au début de l'année 2016 conclut qu'il existe de vraies différence entre le lait et la viande biologique et non biologique. L'équipe de chercheurs a analysé 196 articles sur le lait et 67 articles sur la viande. Elle a trouvé que le lait et la viande biologiques contenaient 50 % plus d'acides gras oméga 3, ainsi qu'une concentration plus importante de minéraux et d'antioxydants. La même étude conclut que le lait biologique contient 74 % plus d'iode que le lait conventionnel.

### Impact sur la santé
Une Conférence internationale ONU/FAO de mai 2007 sur l'agriculture biologique et la sécurité alimentaire a conclu qu'à l'échelle mondiale, l'agriculture biologique, si elle est soutenue par une volonté politique, peut contribuer à la sécurité alimentaire, dont celle des pays riches également menacés par l'épuisement des combustibles fossiles, le changement climatique et certaines faiblesses de la chaîne alimentaire. Toutefois, le directeur général de la FAO, Jacques Diouf, a fait le point sur la confusion entretenue sur cette conférence et la position de la FAO. En effet, selon lui, si l'agriculture biologique peut contribuer à la lutte contre la faim dans le monde, l'utilisation judicieuse d'engrais chimiques reste nécessaire.
L'agriculture biologique élimine un certain nombre de risques sanitaires induits par l'usage ou l'abus de certains intrants chimiques, mais peut introduire des risques liés à certaines pratiques.
Des liens ont été mis en évidence entre la consommation d'aliments biologiques et un certain nombre de bénéfices pour la santé : meilleure fertilité, moins d'allergies, moins de lymphomes non hodgkiniens et moins de syndrome métabolique,. Chez les femmes enceintes consommant de la nourriture biologique, moins de prééclampsie ou de diabète gestationnel et moins de conséquences néfastes sur les enfants sont relevées,. Pour chacune de ces maladies, il n'est à l'heure actuelle pas possible de tirer de conclusion définitive car les preuves reposent surtout sur des données observationnelles,,. En revanche, concernant la réduction de l'obésité chez les consommateurs et consommatrices de bio, Jiang et ses collègues considèrent que les preuves sont plus robustes, y compris avec des études interventionnelles.

#### Mycotoxines
L'interdiction de certains fongicides voire certains insecticides chimiques pourrait en principe augmenter le risque de présence de mycotoxines dans les aliments. Cependant les pratiques culturales privilégiées par l'agriculture biologique semblent limiter ces contaminations, de sorte qu'en pratique les différentes études réalisées ne permettent pas de conclure à une variation du risque de contamination par les mycotoxines.
Selon une étude de l'INRA, « Les exploitations « bio » produisant des céréales étant en général plus petites et moins spécialisées dans la production de céréales que les conventionnelles, elles peuvent être moins bien équipées pour stocker. Cependant, à notre connaissance, aucune étude n'a évalué les risques que cela pourrait faire courir aux produits céréaliers stockés dans ces conditions. »

#### Pathogènes
L'emploi de fertilisants organiques, largement utilisés en agriculture biologique alors que l'agriculture conventionnelle préfère généralement les engrais chimiques, pourrait amener des germes pathogènes pour l'homme.

#### Pesticides
L'agriculture biologique supprime des nuisances liées aux pesticides de synthèse que ce soit pour les nappes phréatiques, les eaux de surface et la faune [réf. nécessaire].
D'après une étude de l'Autorité européenne de sécurité des aliments (EFSA) en 2019 publiée en 2021 portant sur l'analyse de 96 302 échantillons prélevés dans l'Union européenne, 96,1 % des échantillons se sont révélés conformes à la réglementation (94,4 % des échantillons de produits d'origine extra-européenne et 98,7 % pour les produits originaires de pays de l'UE) ; 41,7 % des produits agricoles conventionnels contiendraient toutefois des résidus détectables de pesticides contre 11,9 % des produits agricoles issus de l'agriculture biologique. L'EFSA en a conclu qu'il était improbable que la présence de résidus de pesticides dans les aliments constitue un problème pour la santé des consommateurs. Néanmoins, la consommation de fruits et légumes bio induit une exposition aux pesticides au moins 70 fois moindre, une fois pondérés par leur toxicité. Les preuves sont robustes que la consommation de bio permet de réduire son exposition aux résidus de pesticides.
Les produits naturels et minéraux autorisés en agriculture biologique les plus problématiques sont le cuivre et les pyréthrines, mais pour la plupart des autres aucune toxicité n'est identifiée. La roténone, utilisée autrefois en agriculture biologique mais interdite désormais dans l'Union européenne, est classée par l'Organisation mondiale de la santé dans la catégorie des pesticides modérément dangereux et augmenterait les risques de maladie de Parkinson. En France, les producteurs bio avaient obtenu des dérogations afin de maintenir, à titre provisoire jusqu'en 2011, son usage notamment sur les pommes, les poires, les pêches, la vigne et les pommes de terre.

#### Antibiotiques
Certains labels d'agriculture biologique restreignent l'usage des antibiotiques. Le label AB privilégie l'homéopathie et la phytothérapie, mais autorise jusqu'à un à trois traitements par an (hors traitements obligatoires et vaccins, en fonction de la durée de vie des animaux) de traitements médicaux dont les antibiotiques. Les antibiotiques doivent faire l'objet d'une prescription par un vétérinaire, qui ne l'accorde qu'en cas de maladie bactérienne. L'usage comme facteur de croissance dans l'agriculture, qu'elle soit conventionnelle ou biologique, est interdit dans l'Union européenne depuis 2006. Ainsi, on retrouve moins de bactéries résistantes dans les élevages bio de porcs ou de poulets que dans les élevages conventionnels.

#### Hormones
L'agriculture biologique interdit l'utilisation d'hormones artificielles utilisées pour manipuler les cycles de reproduction. Si les hormones de croissance sont interdites dans l'Union européenne depuis 1988, l'usage d'hormones sexuelles pour regrouper des mises bas ou désaisonner des cycles sexuels est autorisé en élevage en agriculture conventionnelle,. Aucune étude n'a montré un danger lié à la consommation d'animaux ayant reçu ces hormones. Les agriculteurs biologiques utilisent donc l'effet bouc ou bélier, associé à un traitement photopériodique afin de regrouper leurs mise-bas.

## Impacts sur l'environnement
L'agriculture occasionne des externalités négatives (coûts non compensés) pour la société lorsqu'elle est source de pollution par les pesticides et les infiltrations de produits azotés notamment, ou lorsque l'eau qu'elle consomme n'est pas facturée. Des externalités positives existent également, à travers la contribution de certaines activités agricoles à l'entretien des paysages. Les méthodes biologiques réduisent les coûts liés à la pollution. En 2000, les coûts non compensés pour 1996 ont atteint 2 343 millions de livres sterling ou 208 livres par hectare. Une étude des pratiques aux États-Unis publiée en 2005 a conclu que les terres cultivées coûtent à l'économie environ 5 à 16 milliards de dollars (30 $ à 96 $ par hectare), alors que les coûts de production de l'élevage de 714 millions de dollars. Les deux études ont recommandé de réduire les externalités. L'examen de 2000 incluait les intoxications déclarées dues aux pesticides, mais ne comprenait pas d'estimation des effets chroniques des pesticides sur la santé, et l'examen de 2004 reposait sur une estimation de 1992 de l'impact total des pesticides.
Il a été proposé que l'agriculture biologique puisse réduire le niveau de certaines externalités négatives de l'agriculture (conventionnelle). Savoir si les avantages sont publics ou privés dépend de la division des droits de propriété.
L'agriculture biologique peut être bénéfique pour la biodiversité et la protection de l'environnement au niveau local. Cependant, comme l'agriculture biologique a des rendements inférieurs à ceux de l'agriculture conventionnelle, des terres agricoles supplémentaires sont nécessaires ailleurs dans le monde, ce qui signifie que des terres naturelles doivent être converties en terres agricoles, avec des effets négatifs sur le climat et la biodiversité.

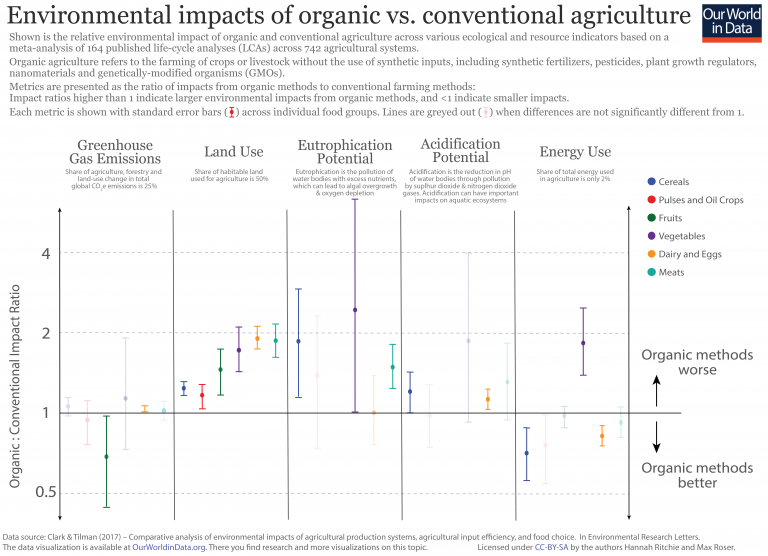
Analyse comparative des impacts environnementaux des systèmes de production agricole. Pour les indicateurs d'impacts environnementaux les plus couramment considérés, une valeur supérieure à 1 signifie que l'agriculture biologique a un impact plus négatif que l'agriculture conventionnelle, une valeur inférieure à 1 signifie qu'elle a un impact plus positif

Les effets environnementaux des deux catégories d'agriculture dépendent du produit et du type d'effet considéré : émissions de gaz à effet de serre, utilisation du sol, etc. En 2017, une méta-analyse d'analyses du cycle de vie de 742 systèmes de production agricole correspondant à 90 aliments différents, montre qu'en moyenne, pour une quantité donnée d'aliment produit, l'agriculture biologique nécessitait plus de terres mais moins d'énergie, provoquait plus d'eutrophisation, et émettait une quantité de gaz à effet de serre du même ordre que celle émise par les systèmes conventionnels,.
La Conférence internationale ONU/FAO de mai 2007 conclut que l'agriculture biologique pourrait atténuer les impacts de nouveaux problèmes, tels que les changements climatiques, grâce à une fixation améliorée du carbone du sol et une meilleure résilience ; renforcer la sécurité hydrique, par exemple la qualité de l'eau, de moindres besoins en irrigation, la restauration humique du sol, de meilleurs rendements en cas de stress hydrique dû aux aléas climatiques ; protéger l'agrobiodiversité, et en garantir un usage durable.
Dans le cas des effets environnementaux de l'agriculture sur la biodiversité et le réchauffement climatique, la supériorité de l'agriculture biologique n'est pas établie, car les rendements agricoles plus faibles de cette technique obligent à cultiver une superficie plus grande pour une même quantité de produit ; cela réduit d'autant l'espace disponible pour les animaux sauvages et les forêts (les forêts permettent de stocker le carbone). En revanche, l'agriculture biologique est généralement moins intensive en énergie et rejette moins de substances polluantes dans l'environnement ; comme la production d'énergie est un facteur important de réchauffement climatique tandis que la pollution, notamment par les pesticides, affecte la biodiversité, l'impact global du choix du mode d'agriculture selon ces deux critères est ambigu.
Plusieurs enquêtes et études ont tenté d'examiner et de comparer les systèmes conventionnels et biologiques de l'agriculture et ont constaté que les techniques biologiques, tout en n'étant pas sans danger, sont moins dommageables que les conventionnelles, car elles réduisent moins les niveaux de biodiversité que les systèmes conventionnels, utilisent moins d'énergie et produisent moins de déchets lorsque calculé par unité de surface,. Toutefois ce résultat ne peut pas être généralisé à l'ensemble des cultures si on rapporte l'effet sur la biodiversité à la quantité produite,.
Une enquête de 2003-2005 menée par l'Université de Cranfield pour le ministère de l'Environnement, de l'Alimentation et des Affaires rurales du Royaume-Uni a constaté qu'il est difficile de comparer le potentiel de réchauffement global (GWP), l'acidification et les émissions d'eutrophisation, mais "la production biologique se traduit souvent par une augmentation des charges, de facteurs tels que le lessivage de l'azote et les émissions de N2O », même si la consommation d'énergie primaire est inférieure pour la plupart des produits biologiques. N2O est toujours le plus grand contributeur de gaz à effet de serre sauf pour les tomates. Cependant, « les tomates biologiques entraînent toujours plus de charges (sauf pour l'utilisation des pesticides) ». Certaines émissions étaient plus faibles « par surface », mais l'agriculture biologique nécessite toujours 65-200 % plus de surface que l'agriculture non biologique. Les chiffres sont les plus élevés pour le blé tendre (200 % de plus) et les pommes de terre (160 % de plus).

### Émissions de gaz à effet de serre
En tant que forme d'agriculture qui doit s'occuper de la qualité du sol, l'agriculture biologique peut fixer plus de carbone (selon une étude, 28 %) au sein du sol que la conventionnelle. Cela permettrait une réduction de la teneur de dioxyde de carbone dans l'atmosphère.
La production d'engrais est responsable de 1,2 % d'émissions à effet de serre globales. On attribue 1 % d'émissions globales de dioxyde de carbone à la production d'ammoniac, dont la plupart devient des engrais à base d'azote. Une parcelle cultivée de manière biologique émet ainsi moins de gaz à effet de serre liés aux engrais.
Si le bilan par unité de surface est favorable à l'agriculture biologique, les différences de rendements doivent être également pris en compte. Dans certains domaines où les rendements sont nettement plus faibles pour l'agriculture biologique, l'agriculture conventionnelle reprend l'avantage comme pour l'élevage. Selon un calcul effectué par l'Institut Hudson, l'élevage biologique du porc demande 25 % de surface supplémentaire mais celui du bœuf demande jusqu'à 3 fois plus de surface. À l'inverse, pour les cultures ou les rendements sont semblables, comme le maïs, le bilan est favorable à l'agriculture biologique.
L'agriculture biologique peut aussi avoir des effets sur le réchauffement climatique à travers une plus grande production de méthane par les animaux élevés selon cette technique. La comparaison d'une ferme laitière conventionnelle dans le Wisconsin et d'une ferme en Nouvelle-Zélande où les animaux paissent en profondeur a révélé une plus grande production de gaz à effets de serre dans cette dernière. Utilisant les émissions agricoles totales par kg de lait produit en tant que paramètre, les chercheurs ont montré que la production de méthane à partir des éructations était plus élevée dans la ferme en Nouvelle-Zélande, tandis que la production de dioxyde de carbone était plus élevé dans la ferme du Wisconsin. La production de l'oxyde nitreux, un gaz ayant un potentiel de réchauffement de la planète d'environ 310 fois celui du dioxyde de carbone, est également plus élevée dans la batterie de Nouvelle-Zélande. Le dégagement de méthane du fumier a été similaire dans les deux types d'exploitations. L'explication de la découverte se rapporte aux différents régimes alimentaires utilisés dans ces fermes, en se basant de façon plus complète sur le fourrage (et donc plus fibreux) en Nouvelle-Zélande et contenant moins concentré que dans le Wisconsin. Les régimes fibreux favorisent une plus grande proportion d'acétate dans l'intestin des ruminants, ce qui entraîne une augmentation de la production de méthane qui doit être libéré par éructation. Lorsque les bovins sont soumis à un régime contenant des aliments concentrés (comme le maïs et le tourteau de soja), en plus de l'herbe et d'ensilage, le modèle de la fermentation ruminale se modifie de l'acétate au propionate en grande partie. Avec comme résultat une réduction de la production de méthane. Capper et al. ont comparé l'impact environnemental de la production laitière des États-Unis en 1944 et 2007, ils ont calculé que l'« empreinte carbone » par milliard de kilogramme de lait produit en 2007 était de 37 % celle de la production de lait équivalent en 1944.

### Nitrates
Un excès de nutriments dans les lacs, les rivières et les eaux souterraines peuvent causer la prolifération d'algues, l'eutrophisation, et ultérieurement des zones mortes. En outre, les nitrates, par eux-mêmes, sont nocifs pour les organismes aquatiques. La France est régulièrement condamnée par l'Union européenne pour la mauvaise qualité de ses eaux et la pollution aux nitrates.
Selon une méta-analyse, dans les productions biologiques, la lixiviation de l'azote, les émissions d'ammoniac et de protoxyde d'azote sont significativement plus élevées par unité de production, mais ont tendance à être moins élevées par unité de surface.

### Pesticides
Contrairement aux fermes conventionnelles, la plupart des fermes biologiques évitent en grande partie les pesticides de synthèse. Certains pesticides nuisent à l'environnement ou, avec une exposition directe, la santé humaine. Les enfants peuvent être plus à risque que les adultes lors d'une exposition directe, car la toxicité des pesticides est souvent différente chez les enfants et les adultes. Pourtant, contrairement à une idée reçue, des pesticides de synthèse sont autorisés en agriculture biologique de façon exceptionnelle et limités à des cas spécifiques, notamment lorsqu'aucune technique naturelle n'est disponible, efficace, ou qu'un danger pour l'environnement est constaté et des pesticides provenant de substances naturelles ou dérivées de substances naturelles sont autorisés. Dans le cadre de l'agriculture biologique, la liste des pesticides autorisés, fixée par l'Union européenne et strictement contrôlée, comprend des substances d'origine animale ou végétale (extraits d'ail, de margousier, lécithines, vinaigre, prêle des champs, cire d'abeille, laminarine extrait de varech, phéromones, huiles végétales, pyréthrines extraites du chrysanthème, quassia, répulsifs olfactifs d'origine animale ou végétale, écorce de saule, etc.), micro-organismes (ne provenant pas d'OGM), kaolin, hydroxyde de calcium, anhydride carbonique, composés de cuivre, éthylène, acides gras, phosphate diammonique ou ferrique, terre à diatomées, plysulfure de calcium, huile de paraffine, carbonate acide de potassium, sable quartzeux, soufre.
Les cinq principaux pesticides utilisés dans l'agriculture biologique sont Bt (une toxine bactérienne), la pyréthrine, la roténone, le cuivre et le soufre. Selon une étude de 1999 aux États-Unis, moins de 10 % des agriculteurs bio utilisent des insecticides botaniques sur une base régulière, 12 % utilisent du soufre et 7 % utilisent des composés à base de cuivre. Cependant, une étude en Allemagne indique que 90 % des surfaces viticoles bio étaient traitées au sulfate de cuivre, ainsi que 100 % des cultures de houblon et 40 à 50 % des cultures de patates. Seules 2 à 4% des cultures Bioland et Naturland (producteurs biologiques et contributeurs de l'étude) de légumes étaient traitées au sulfate de cuivre ; des données plus globales n'étant pas disponibles. D'autres dérivés de cuivres étaient utilisés à différents degrés, par exemple 90,8 % des pommeraies (en surface) étaient traitées à l'hydroxyde de cuivre en 2014, contre 2,6 % pour les cultures de pommes de terre, 68,2 % pour le houblon et 48,1 % en viticulture. Globalement, les agriculteurs allemands utilisaient, en 2013, 26,5 tonnes de cuivre en agriculture biologique pour 13 784 hectares cultivés, comparées à 84,8 tonnes de cuivre en agriculture conventionnelle, mais pour 75 200 hectares.
La réduction et l'élimination de l'utilisation des pesticides chimiques est techniquement difficile. Les pesticides biologiques sont souvent complémentaires d'autres stratégies de lutte contre les ravageurs.

### Conservation des sols
De nombreuses études montrent que l'érosion hydrique du sol est significativement plus faible en agriculture biologique qu'en agriculture conventionnelle. Ce résultat s'accorde avec les teneurs en matière organique plus élevées et les meilleurs paramètres physiques du sol pour l'agriculture biologique. Pour autant, selon un rapport de l'INRA, « les pratiques de travail du sol induites par les cahiers des charges de l'AB, notamment pour gérer le problème des adventices qu'il n'est pas possible de corriger par l'emploi d'herbicides de synthèse en AB, peut avoir des effets contraires sur les propriétés physiques des sols en AB par compactage, et sensibilité au ruissellement et à l'érosion ».
En agriculture biologique, le sol a une meilleure qualité et une meilleure rétention de l'eau. Cela peut aider à augmenter les rendements pour les exploitations biologiques pendant les années de sécheresse. L'agriculture biologique peut fabriquer de la matière organique dans le sol bien mieux que l'agriculture classique de culture sans labour, ce qui suggère que les rendements à long terme avantage l'agriculture biologique. Une étude de 18 ans sur les méthodes biologiques sur les sols appauvris en nutriments a conclu que les méthodes conventionnelles étaient supérieures pour la fertilité et le rendement pour les sols appauvris dans les climats froids tempéré, faisant valoir que la plupart des avantages de l'agriculture biologique sont issus de matières premières importées et donc ne pouvaient être considérés comme « autonomes ».
Dans Dirt: L'érosion des civilisations, le géomorphologue David Montgomery décrit une crise venant de l'érosion des sols. L'agriculture utilise environ un mètre de terre végétale qui est en train de s'épuiser dix fois plus rapidement qu'elle est remplacée. La culture sans labour, ainsi que l’agriculture de conservation des sols (ACS), qui selon certains dépend des pesticides, cherchent à minimiser l'érosion. Toutefois, une étude récente menée par le Agricultural Research Service de l'USDA a constaté que l'épandage de fumier en agriculture biologique est meilleure pour la reconstitution du sol que la culture sans labour,.
L'acidification, l'eutrophisation des milieux aquatiques par unité produite est supérieure à ce que l'on observe dans le cas de l'agriculture conventionnelle,.
Une méta-étude de 2021 trouve globalement une meilleure qualité du sol en agriculture biologique par rapport à l'agriculture conventionnelle, notamment pour les micro-organismes qui sont à la fois plus abondants et plus divers. Concernant les vers de terre, le nombre d'études est plus limité mais ils semblent plus abondants dans les terres cultivées. Les résultats sont en revanche plus mitigés en viticulture.

### Biodiversité
L'agriculture biologique a un impact bénéfique en termes d'abondance et de diversité de presque toutes les espèces selon les études de sol agricole,. En moyenne 30 % d'espèces en plus habitent sur les fermes biologiques. Les oiseaux, les papillons, les microbes du sol, les coléoptères, les vers de terre, les araignées, la végétation, et les mammifères sont particulièrement concernés. L'absence d'herbicide et de pesticide améliore la biodiversité et la densité de la population. De nombreuses espèces de mauvaises herbes attirent les insectes bénéfiques qui améliorent la qualité des sols et se nourrissent d'organismes nuisibles. Les micro-organismes du sol bénéficient de l'augmentation des populations de bactéries due aux engrais naturels comme le fumier, et à la réduction de l'apport en herbicide et en pesticide. L'augmentation de la biodiversité, en particulier des microbes bénéfiques pour le sol et des mycorhizes, a été proposée comme mécanisme pour expliquer les rendements élevés enregistrés par certaines parcelles biologiques, en particulier à la lumière des différences observées dans une comparaison de 21 ans de cultures biologiques et de contrôle.
La biodiversité de l'agriculture biologique fournit du capital à l'homme. Les espèces trouvées dans les fermes biologiques améliorent la durabilité en réduisant les interventions humaines (par exemple, les engrais, les pesticides).
En limitant les insecticides de synthèse, l'agriculture biologique protégerait les abeilles. Une première étude a trouvé que des résidus de néonicotinoïdes réduirait la croissance et la production de reines de bourdons terrestre (moins de 85 %). Une seconde étude, simulant une contamination du nectar montrerait une réduction du taux de retour des butineuses. Ces travaux ont néanmoins été mis en doute,, à cause du traitement statistique des résultats et des doses utilisés.

### Énergie
Les bilans énergétiques en agriculture, conduits en France à l'échelle des exploitations agricoles depuis 1998, ont montré qu'en céréaliculture biologique, la consommation d'énergie est largement inférieure par unité de surface, comparativement au conventionnel, mais similaire par quantité produite. Pour la production de lait de vache ou de brebis, les bio sont généralement plus efficaces, mais pas pour la production de lait de chèvre.
Aux États-Unis, où les rendements en production végétale bio sont peu inférieurs voire égaux à ceux en conventionnel, l'efficacité énergétique est plus élevée en agriculture biologique qu'en conventionnel, notamment pour le maïs.
La raison principale de cette plus faible consommation d'énergie en agriculture biologique qu'en agriculture conventionnelle est la non-utilisation d'engrais azoté de synthèse, dont la production requiert beaucoup d'énergie, et une plus grande autonomie alimentaire pour nourrir le bétail,.

### Logistique
L'agriculture biologique n'implique pas nécessairement un fonctionnement en circuit court, mais les acteurs de la distribution du bio lancent des initiatives pour réduire l'impact sur le bilan carbone : camions roulant au biogaz, location de palettes, approvisionnement direct, co-livraison.

## Rendements agricoles
Pour juger des rendements de l'agriculture biologique trois types de données sont disponibles :
- Les rendements de référence au niveau national et international.
- Les rendements en condition contrôlée, réalisés par des scientifiques. Ces chiffres sont souvent comparés au rendement de référence et annonce des résultats 20 à 30 % inférieurs. Pour autant ces performances sont très difficiles à réaliser chez les agriculteurs.
- La production alimentaire nette, le label AB contraignant parfois à des cultures non productives pour améliorer la fertilité du sol ou désherber, et font aussi face à des pertes de culture beaucoup plus fréquentes. Il existe très peu de données de ce type.

Les études comparant les rendements ont des résultats mitigés.
En France le rendement du blé biologique est de 33 quintaux par hectare contre 70 pour le conventionnel.
Une étude réalisée par l'INRA dans le cadre du programme écophyto montre des pertes de rendements de 30 à 70 % pour différentes cultures.
| Blé tendre | Blé dur | Orge hiver | Orge printemps | Maïs grain | Colza   | Tournesol | Pois    | Pomme de terre | Betterave |
| 50 à 60    | 50      | 60         | 49             | 0 à 40     | 30 à 70 | 0 à 40    | 70 à 80 | 25 à 60        | 20        |

Une étude publiée en 1990 a réalisé « deux cent cinq comparaisons de rendement de systèmes agricoles biologiques et conventionnels (...). Les données de 26 cultures et deux produits d'origine animale, sous la forme du ratio des rendements biologiques par rapport aux rendements conventionnels, étaient normalement distribuées avec une moyenne de 0,91, un écart-type de 0,24 et une valeur modale entre 0,8 et 0,9. Plus de la moitié des comparaisons des rendements de production de lait et de haricots ont affiché un ratio supérieur à 1, soit des rendements plus élevés à partir des systèmes biologiques. Il n'y avait pas de preuves pour démontrer que les systèmes biologiques avaient un effet sur la variabilité annuelle des rendements, qu'elle soit causée par le climat ou par des effets de transition ou de conversion ». L'étude a également discuté des difficultés de procédure en comparant la productivité des systèmes biologiques avec d'autres systèmes d'exploitation.
Une étude américaine publiée en 2001 a analysé les données de 150 saisons de croissance de cultures de céréales et de soja et a conclu que les rendements biologiques étaient identiques (ratios dans la fourchette 95–100 %) aux rendements classiques.
Une étude qui a duré deux décennies a été publiée en 2002 et a trouvé un rendement de 20 % plus faible pour l'agriculture biologique, en utilisant 50 % moins d'engrais, 97 % moins de pesticides, et une consommation d'énergie de 34 % à 53 % plus faible.
Une étude de 2003 a constaté que pendant les périodes de sécheresse, les fermes biologiques peuvent avoir des rendements de 20 à 40 % plus élevés que les fermes conventionnelles. Les fermes biologiques sont plus rentables dans les états les plus secs des États-Unis.
Les fermes biologiques survivent beaucoup mieux aux dégâts des ouragans en conservant 20 à 40 % plus de terre végétale, et les pertes économiques sont plus faibles que pour les fermes conventionnelles.
Une étude publiée en 2005 a comparé agriculture conventionnelle, agriculture biologique d'origine animale, et agriculture biologique à base de légumineuses sur une ferme de test à l'Institut Rodale pendant plus de 22 ans. L'étude a révélé que « les rendements des cultures de maïs et de soja étaient similaires dans le biologique animal, le biologique légumineuse, et les systèmes agricoles traditionnels ». Elle a également constaté que « beaucoup moins d'énergie fossile avait été dépensée pour produire du maïs dans les systèmes biologique légumineuse et biologique animal de l'Institut Rodale, que dans le système de production classique ». Il y avait peu de différence dans l'apport d'énergie entre les différents traitements pour la production de soja. Dans les systèmes biologiques, engrais et pesticides de synthèse ne sont généralement pas utilisés. En 2013 l'étude Rodale était toujours en cours et un rapport pour l'anniversaire des trente ans a été publié par Rodale en 2012.
L'agriculture biologique a été comparée à l'agriculture classique dans des études portant sur les pommes en France.
Une étude réalisée en Angleterre a montré que les rendements par hectare en agriculture biologique pour un échantillon d'exploitations s'établissaient à seulement 45 % de ceux obtenus par l'agriculture conventionnelle. D'autres études mettent en avant l'importance de l'ensemble de l'environnement général (présence de cultures variées, de prairies permanente, de bordures de champs non fauchés ou désherbés, taille des parcelles), plutôt que l'usage de la chimie surtout quand ils comparent l'agriculture biologique et l'agriculture de conservation.

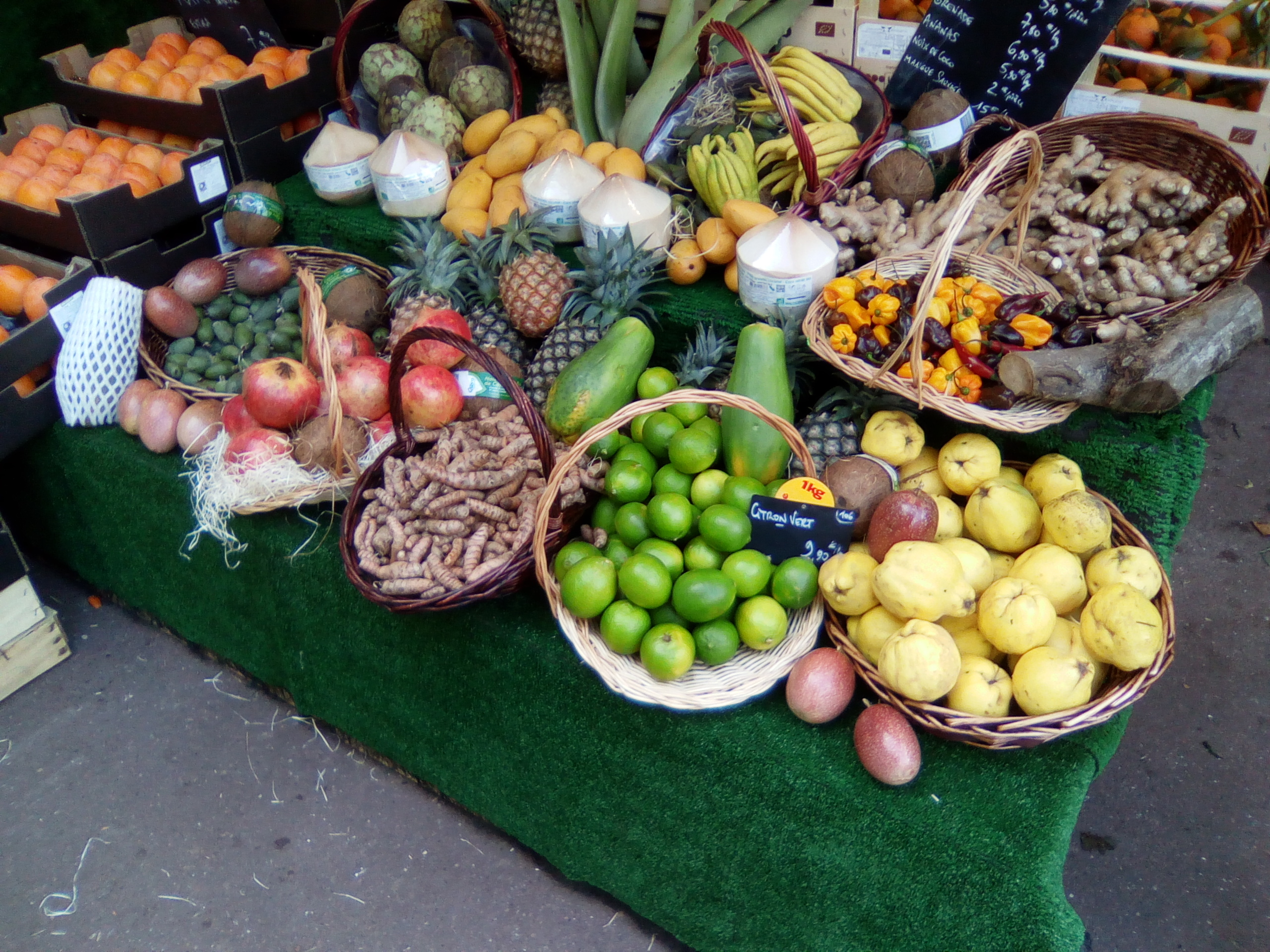
Stand de fruits issus de l'agriculture biologique.

Le système de riziculture intensive est une méthode de culture du riz utilisée dans quelques pays en développement, qui respecte les principes de l'agriculture biologique et permet d'atteindre des rendements supérieurs à ceux obtenus en agriculture conventionnelle, au prix d'un recours à davantage de main-d'œuvre,.
En élevage, les différences de rendement ne sont pas significatives, la croissance des animaux n'est pas affectée par la nature « biologique » des aliments, ce sont plus les conditions du terrain et les choix des éleveurs (notamment concernant la qualité) qui conditionnent les vitesses de croissance. Pour l'élevage de ruminants, les différences de pratique entre le biologique et le conventionnel sont faibles, ce qui explique les importantes surfaces de prairie certifiées AB en France. Pour l'élevage de volaille ou de porcins, hormis les aliments un peu plus coûteux et les durées d'élevages plus longues (mais pas forcément plus longues que certains labels de qualité), les performances pures des animaux ne sont pas affectées.
Une étude publiée en 1999 par l'Agence danoise pour la protection de l'environnement a constaté que, zone pour zone, les fermes biologiques de pommes de terre et de betteraves à sucre ont une productivité inférieure de moitié à celle de l'agriculture conventionnelle. Michael Pollan, auteur de « Le dilemme de l'omnivore », répond en soulignant que le rendement moyen de l'agriculture mondiale est nettement plus faible que les rendements modernes d'agriculture durable. Augmenter les rendements moyens mondiaux à des niveaux biologiques modernes pourrait augmenter l'approvisionnement alimentaire du monde de 50 %.
Une autre étude de 2007 qui compile 293 rapports de recherche différents en une seule étude afin d'évaluer l'efficacité globale des deux systèmes agricoles a conclu que « les méthodes biologiques pourraient produire suffisamment de nourriture sur une base globale par habitant pour soutenir la population humaine actuelle, et potentiellement une population encore plus large, sans pour autant augmenter la base des terres agricoles ». Les chercheurs ont également constaté que dans les pays développés, les systèmes biologiques ont, en moyenne, un rendement de 92 % par rapport à l'agriculture conventionnelle, alors que les systèmes biologiques produisent 80 % de plus que les fermes conventionnelles dans les pays en développement. Cette différence en faveur de l'agriculture biologique observée dans les pays en développement est due au fait que les rendements des exploitations conventionnelles prises pour référence sont très bas, car il s'agit généralement d'une agriculture de survie extensive ; par ailleurs les intrants synthétiques sont difficiles d'accès dans certains pays en développement. Cette conclusion a été contestée par une autre étude publiée la même année, intitulée « L'agriculture biologique ne peut pas nourrir le monde ». L'auteur considère que les résultats ne sont pas valides parce que les données ont été mal interprétées. En effet, il observe que les ratios utilisés pour les pays en développement reposent sur des données issues d'exploitations biologiques ayant recours à un apport extérieur de nutriments, un modèle qu'il est difficile d'étendre à une grande échelle.
Une étude méta-analyse publiée en 2012 suggère que les agriculteurs devrait adopter une approche hybride pour produire assez de nourriture pour les humains tout en préservant l'environnement.
S'il est vrai que l'agriculture biologique nécessite plus de terre au détriment de la faune et de la forêt, les progrès récents résolvent la plupart de ces problèmes,,. Selon une méta-analyse de 115 études publiée en décembre 2014, le rapport de productivité entre agricultures biologique et conventionnelle, de 80,8 % en moyenne, pourrait encore progresser ; les exploitations biologiques qui pratiquent les cultures associées ou en rotation obtiennent des rendements qui se rapprochent en effet davantage de ceux des exploitations conventionnelles (ratio de 91 % pour les cultures associées et 92 % pour les cultures en rotation).
Selon le professeur Wolfgang Branscheid toutefois, la production animale biologique n'est pas bonne pour l'environnement, car le poulet biologique nécessite deux fois plus de terres par rapport à l'élevage conventionnel et le porc biologique a besoin d'un quart de superficie en plus. Selon un calcul effectué par l'Institut Hudson, le bœuf biologique nécessite trois fois plus de terres. Inversement, certaines méthodes biologiques d'élevage ont permis de restaurer des terres désertifiées ou marginales et de les rendre disponibles pour la production agricole ou la faune,. D'autres pratiques permettent de combiner production de fourrage et cultures de rente sur les mêmes domaines simultanément, ce qui permet de réduire l'utilisation des terres.
En résumé de son rapport d'octobre 2013 « Vers des agricultures à hautes performances », l'INRA observe que, si des progrès en matière de productivité sont possibles, les « performances environnementales au sens large – consommation de ressources naturelles et protection des biens environnementaux – sont plus élevées » pour l'agriculture biologique que pour l'agriculture conventionnelle. Elle indique toutefois dans le corps du rapport que cette supériorité s'entend « par unité de surface », qu'elle « se réduit et peut même s'inverser quand les performances sont mesurées par unité de produit », et que globalement « le résultat est identique pour les performances environnementales ».
Dans le Sud-Ouest de la France, des chercheurs ont observé et comparé pendant six ans 180 ruches, les unes menées en conventionnel et d'autres en agriculture biologique. Les résultats publiés le 26 juin 2019 montrent que les ruches entourées de cultures bio ont produit plus de couvain et de miel que celles des cultures conventionnelles. L'effet positif des cultures bio est expliqué par la diversité des sources de pollens, l'abondance des fleurs mellifères soutenue durant l'année et la baisse de mortalité des abeilles et couvains par rapport à celles qui sont exposées aux pesticides,,.

## Impact économique

### Consommation: le marché du bio
En 2014 le marché alimentaire bio atteint 82,6 milliards de $, soit 68,0 milliards d'euros.
Le marché alimentaire bio mondial a plus que quadruplé en 13 ans, atteignant 70,1 milliards de $ en 2012, soit 53,2 milliards d'€. En Europe, le marché des produits bio s'est élevé à 31,7 milliards de $ (24 milliards d'€) en 2012, soit 45 % du marché bio mondial, dont 29 milliards de $ (22 milliards d' €) dans l'Union européenne (41 % du marché bio mondial). L'Allemagne est en deuxième place sur le plan mondial avec 13 % du marché bio en 2012.
En France, la part du marché de l'alimentation bio dans l'alimentation totale a atteint 2 % en 2010.
En 2009, la consommation de produits alimentaires bio dans l'Union européenne a été estimée à 17,3 milliards d'euros, dont un tiers en Allemagne. 72 % des produits bio (en valeur) sont consommés dans quatre pays : l'Allemagne, la France, le Royaume-Uni et l'Italie. En moyenne, les budgets alloués par les ménages pour les achats de produits bio sont les plus élevés au Danemark (139 € en 2009 et 150 € en 2010) et en Autriche (104 € en 2009). En 2009, la part des achats de produits bio dans l'ensemble des achats alimentaires était de 8 % en Autriche et de 7,2 % au Danemark (7,9 % en 2010).
En 2001, la valeur du marché des produits biologiques certifiés a été estimée à 20 milliards de dollars. En 2002, elle était de 23 milliards de dollars et en 2007 de plus de 46 milliards de $.
| 1999 | 2000 | 2001 | 2002 | 2003 | 2004 | 2005 | 2006 | 2007 | 2008 | 2009 | 2010 | 2011 | 2012 | 2013 | 2014 | 2015 |
| ---- | ---- | ---- | ---- | ---- | ---- | ---- | ---- | ---- | ---- | ---- | ---- | ---- | ---- | ---- | ---- | ---- |
| 15   | 18   | 20   | 22   | 25   | 28   | 32   | 39   | 44   | 49   | 53   | 59   | 63   | 70   | 81   | 83   | 85   |

#### Afrique
En Afrique, le marché bio est généralement assez peu développé. En revanche la production, principalement destinée à l’export, se développe à un rythme rapide.

#### Amérique Latine
En Amérique latine, le marché bio est encore modeste. Une forte proportion de la production bio est exportée. Le Brésil est le premier marché bio d'Amérique latine. Il connaît une croissance importante depuis plusieurs années. Il a atteint 1,018 milliard € en 2019 (+15 % par rapport à 2018). Un marché domestique pour les produits bio se développe dans un certain nombre de pays d'Amérique latine, notamment au Mexique, au Pérou, en Uruguay, en Argentine, au Chili, au Costa Rica, au Panama, en Bolivie et en Équateur.

#### Amérique du Nord

##### Canada
Le marché bio est en croissance au Canada, le marché canadien des produits bio est le cinquième plus important au monde avec 4,7 milliards de dollars en 2016 (contre 1,1 milliard en 2006) ; sur ce total, 3,5 milliards de dollars correspondent à la vente d'aliments biologiques, d'alcools et de boissons.
20 millions de Canadiens (56 %) achètent des produits bio chaque semaine. 59 % des Canadiens croient que l'agriculture biologique est meilleure pour un environnement sain.

##### États-Unis
La valeur des ventes totales du secteur biologique (alimentaire et non-alimentaire) représentait 35,1 milliards d'$ en 2013, dont 32,3 milliards d'$ pour les produits alimentaires, soit une part de marché d'un peu plus de 4 % et une progression de 11 % par rapport à 2012.

#### Asie
Le marché bio asiatique a connu une forte progression ces dernières années (estimé à 4,2 milliards d'$ en 2012). Les 4 principaux marchés d'Asie pour les produits bio sont le Japon, la Chine, la Corée du Sud et Taïwan. Hormis la Chine, ces marchés sont fortement dépendants des importations. Le marché bio japonais a été estimé à 1,8 milliard de dollars en 2012 (1,36 milliard d'euros).
Le marché bio indien a été évalué à 190 millions de dollars pour 2012 (144 millions d'euros). L'Inde est le premier producteur de coton bio au monde, représentant 47 % de la production mondiale de coton bio en 2017-2018[réf. nécessaire].
Les Émirats arabes unis sont le principal marché bio du Moyen-Orient. Le marché bio se développe également en Israël, en Arabie saoudite et au Liban.
Le Bhoutan a mis en place un programme national biologique. En 2012, il s'est fixé comme objectif de tendre vers une agriculture 100 % biologique à horizon 2020, afin que les habitants vivent en harmonie avec la nature (conformément à la pensée bouddhiste). Le délai a été repoussé de 15 ans, soit à horizon 2035. L'utilisation de produits phytosanitaires a démarré dans les années 1960. En 2015, environ 60 % des paysans n'utilisent ni engrais chimiques, ni pesticides[source insuffisante].

#### Europe

##### Suisse
Le marché bio suisse est le cinquième d'Europe (1,5 milliard € en 2012 et 1,69 milliard € en 2013). Il a quasiment doublé entre 2006 et 2013. La grande distribution est le principal circuit de distribution des produits bio en Suisse. En 2013, les œufs bio avaient une part de marché de 21 % en valeur et le pain frais bio de 20 % (contre 16 % en 2006 pour chacun). Celle du lait bio approchait les 19 % et celle des légumes était de 15 %.
Le bio se développe, en grande partie grâce aux grandes surfaces. Le label le plus connu est le « Bourgeon ». Les productions sont contrôlées uniquement par Bio.inspecta (un organisme indépendant) depuis le 1er janvier 2007. Ce label est réputé pour être un des plus stricts d'Europe.
Les Suisses ont dépensé en moyenne 160 francs suisses en 2005, ce qui fait d'eux les plus gros consommateurs mondiaux de produits biologiques. En 2006, environ 11 % des exploitations agricoles sont certifiées « bio ». Le marché biologique a commencé à stagner pour la première fois en 2005. On explique ce recul par un cahier des charges trop strict ou encore par les baisses de prix dans les grandes surfaces. Malgré cela, les responsables du Bourgeon sont restés optimistes lors des 25 ans de Bio Suisse le 18 août 2006 et pensent que la qualité est supérieure et en rapport avec leur prix.

##### Union européenne
L'estimation provisoire du marché bio est de 50 milliards pour 2020. Le marché des produits bio dans l'Union européenne s'est élevé à 29,1 milliards d'euros pour 2015 (+12,4 % par rapport à 2014). 68 % des produits bio (en valeur) étaient consommés dans quatre pays en 2015 : Allemagne (30 %), France (20 %), Italie (9 %) et Royaume-Uni (9 %).

###### Allemagne
L'Allemagne représente le premier marché de produits biologiques en Europe. En 2016, les ventes de produits bio en Allemagne ont augmente de 9,9 %, atteignant 9,48 milliards €.
Fin 2007, le chiffre d'affaires des produits issus de l'agriculture biologique s'élevait à presque 4 milliards d'euros.

###### France
La consommation d'aliments issus de l'agriculture biologique a progressé de près de 10 % en moyenne par an entre 1999 et 2005, puis de 30 % entre 2006 et 2010, pour représenter 3,38 milliard d'euros en 2010 selon l'Agence française pour le développement et la promotion de l'agriculture biologique (Agence bio).
En 2010, le poste le plus important étant celui de l'épicerie et des boissons qui totalise 828 millions d'euros. L'ensemble des produits vendus aux rayons crèmerie — produits laitiers (269 millions d'euros), lait (249 millions) et œufs (209 millions) — représentent eux-mêmes 21,5 % de la consommation des aliments bio, avec un total de 727 millions d'euros.
En 2015, le marché du bio en France atteint 5,5 milliards d'euros, une augmentation de 10 % par rapport à 2014. Près de 9 français sur 10 ont consommé des produits bio en 2015, 65 % des Français ont consommé bio au moins une fois par mois en 2015 (37 % en 2003). 93 % des consommateurs bio ont l'intention de maintenir ou augmenter leurs achats bio dans les 6 mois à venir.
Fin 2016, le marché du bio en France est estimé à 6,9 milliards d'euros, avec une augmentation de 20 % pour le premier semestre 2016 par rapport au premier semestre de l'année 2015.
En 2018, le marché du bio en France représente environ 9,7 milliards d'euros, en croissance de 15,7 % par rapport à 2017, les produits respectueux de l'environnement tant dans l'origine des matières premières que dans leur composition sont de plus en plus recherchés, dans un marché ou le bio devient une généralité et une mode.
Entre 2018 et 2019, la consommation de produits biologiques en France a augmenté de 13,5 %. Les produits les plus consommés sont les produits frais, les viandes et les fruits et légumes et le panier moyen est de 178 euros par an et par habitant. Cela représente une progression de 1,4 milliard d'euros par rapport à 2018, et permet au bio d'arriver à hauteur de 6,1 % des achats alimentaires des Français. La grande distribution détient 55 % des parts de marché, suivie de la distribution spécialisée et de la vente directe.
En 2020, la consommation de produits bio représente 13,2 milliards d'euros ; 67 % des produits bio consommés en France sont français, dont 99 % des œufs, vins et alcools, 98 % du lait et produits laitiers, et 95 % des viandes. Le panier moyen est de 188 euros par an et par habitant, soit 6,5 % du budget alimentaire des Français.
Après des années de croissance soutenue, le marché du bio connaît pour la première fois un ralentissement de la croissance en 2021. Les grandes et moyennes surfaces (GMS) sont les plus touchées avec une baisse de la consommation : −1,6 % des ventes sur les 7 premiers mois de 2021. Les produits laitiers ultra frais sont davantage concernés avec une baisse de 7,4 % des ventes de yaourts dès 2020. Les enseignes spécialisées, positionnées sur une clientèle plus aisée, sont relativement épargnées avec une croissance plus faible.

#### Océanie
Les deux principaux marchés bio d'Océanie sont l'Australie et la Nouvelle-Zélande. Le marché australien connaît un important développement. D'après Biological Farmers of Australia, 60 % des ménages australiens ont acheté des produits bio en 2010, contre 40 % en 2008. Le marché bio australien s'est élevé à 1,2 milliard $ en 2012 (927 millions d'€). Le marché bio néo-zélandais est également en croissance. Il a été estimé à 108 millions de $ en 2012 (82 millions d'€).

### Production

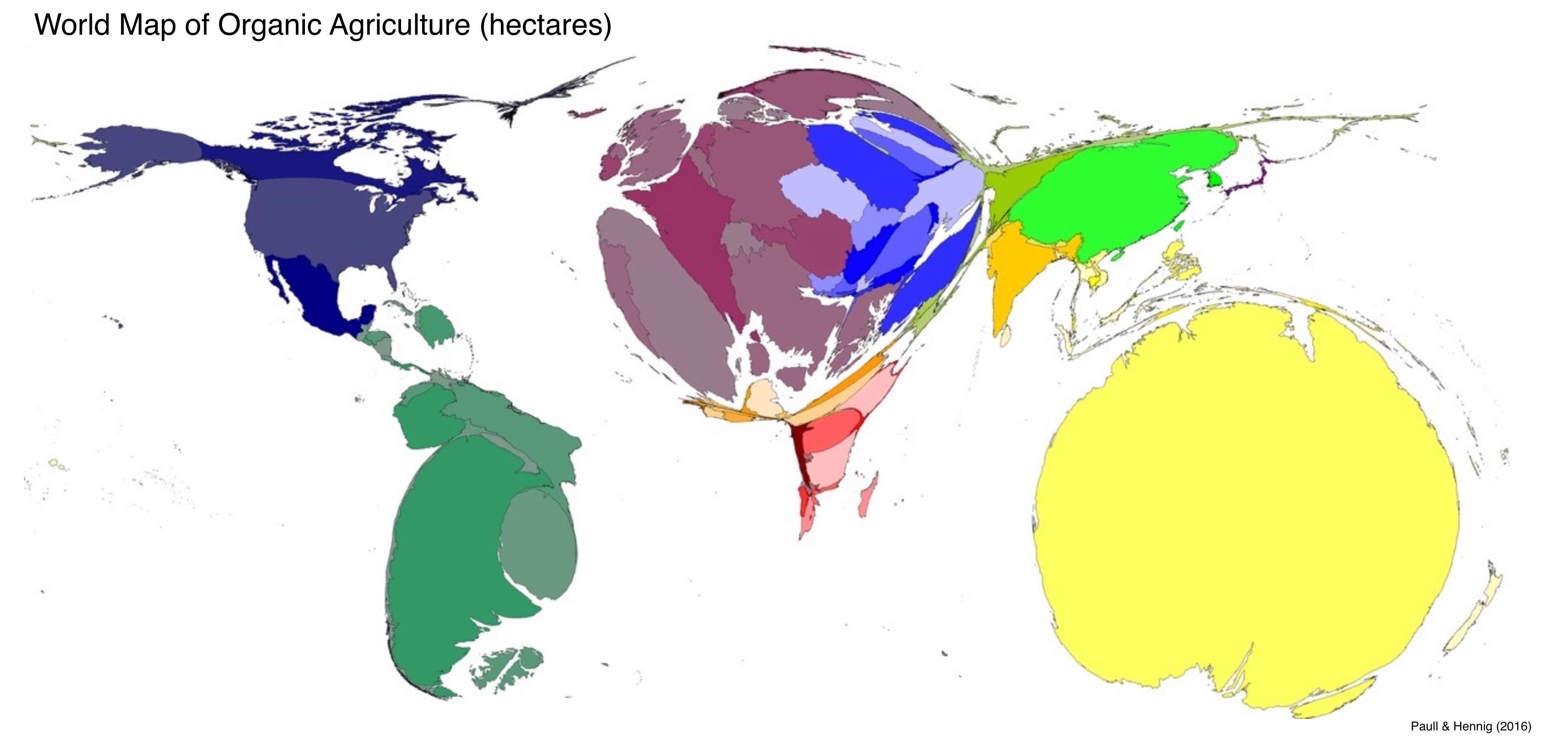
Carte mondiale de l'agriculture bio (hectares).

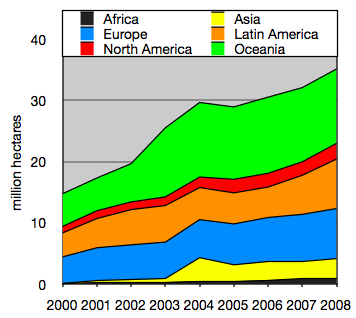
Surface cultivée bio par continent (2000-2008).

Fin 2014, la surface mondiale cultivée suivant le mode biologique a été estimée à plus de 43,6 millions d'hectares. 2,2 millions d'exploitations agricoles certifiées bio ont été enregistrées en 2014.
|                                               | Océanie | Europe  | Amérique du Sud | Asie    | Amérique du Nord | Afrique |
| --------------------------------------------- | ------- | ------- | --------------- | ------- | ---------------- | ------- |
| Surface cultivée en bio (millions d'hectares) | 17,3    | 11,7    | 6,8             | 3,5     | 3,1              | 1,3     |
| Part de la SAU du continent en bio            | 4,1 %   | 2,4 %   | 1,1 %           | 0,3 %   | 0, 8 %           | 0,1 %   |
| Nombres de fermes bio                         | 22 115  | 339 044 | 387 062         | 901 207 | 17 875           | 593 035 |

La surface mondiale cultivée suivant le mode biologique (certifiée et en conversion) a été estimée à plus de 37,7 millions d'hectares fin 2012. Elle représentait 0,9 % de l'ensemble du territoire agricole des 164 pays enquêtés. 1,9 million d'exploitations agricoles certifiées bio ont été enregistrées en 2012.
| Océanie | Europe | Amérique du Sud | Asie | Amérique du Nord | Afrique |
| ------- | ------ | --------------- | ---- | ---------------- | ------- |
| 12,2    | 10,4   | 6,8             | 3,2  | 3,0              | 1,1     |

#### Afrique

##### Tunisie
La surface cultivée en bio atteint 370 000 ha début 2018, le nombre d'opérateur est de 7400 (contre 3700 en 2016). Selon Samia Maamer, directrice générale de l'agriculture biologique au ministère de l'Agriculture de Tunisie, « l'agriculture bio a réalisé un chiffre record en matière d'exportation (430 millions de dinars), l{'huile d'olive biologique a représenté plus de 46 % des exportations en matière d'huile d'olive ». Elle précise ainsi que « le secteur de l'agriculture biologique en Tunisie est un secteur prometteur et à grand potentiel (2 millions d'hectares de cultures biologiques, dont un million d'hectares d'oliveraies Bio). Sur les 1,8 million ds'hectares d'oliveraies que compte actuellement, le pays, 5 % seulement sont traités par des produits chimiques, ce qui fait que 95 % de ces oliveraies pourraient être converties en oliveraies biologiques ».

#### Amérique du Nord

##### Canada
La surface cultivée en bio atteint 983 000 ha avec 3 780 fermes biologiques. Le blé bio est la plus grande culture bio au Canada avec 203 000 acres en 2012. 11 167 personnes sont employées par des fermes biologiques au Canada. Tandis que le nombre total de fermes au Canada a diminué de 17 % depuis 2001, le nombre de fermes biologiques a, quant à lui, augmenté de 66,5 %. Il existe 4 980 fermes, transformateurs et manutentionnaires certifiés bios à l'échelle nationale.
La Saskatchewan possède le plus de fermes biologiques au pays (27 %) suivi du Québec (26 %), de l'Ontario (18 %) et de la Colombie-Britannique (12,7 %).
L'agriculture biologique attire la future génération d'agriculteurs. Seulement 8 % des agriculteurs au Canada ont moins de 35 ans, alors que ce pourcentage s'élève à 12 % chez les agriculteurs bio. 11 167 travailleurs agricoles sont employés par des fermes biologiques au Canada.

##### Québec
Un nombre croissant d'agriculteurs au Québec se tournent vers l'agriculture biologique pour répondre à la demande des consommateurs. Plusieurs organismes de certification agissent officiellement au Québec, l'organisme Québec Vrai, Garantie bio/Écocert, Letis S.A., Organic Crop Improvement Association (OCIA), Pro-Cert Organic Systems Ltd et Quality Assurance International (QAI).
Depuis quelques années, l'agriculture biologique au Québec est en croissance. Fin 2015, il y a 1250 fermes bios au Québec, mais environ 250 fermes sont en transition, ce qui soutiendra une croissance très forte pour quelques années.
Entre 2006 et 2013, le nombre de fermes certifiées biologiques est passé de 855 à 1 003, soit une augmentation de 17 %. Les superficies en culture biologique ont également augmentés de manière significative : 41 629 ha en 2006 à 52 697 ha en 2013, soit une hausse de 26 %.
Malgré cette croissance, l'agriculture biologique occupe toujours une part modeste au Québec. Elle ne représente qu'entre 2 et 3 % de la production alimentaire du Québec. En 2012, seuls 30 % des produits biologiques consommés au Québec étaient issus de la production locale.
Au Québec, les fermes spécialisées en agriculture biologiques sont réparties de la manière suivante :
- 637 entreprises horticoles, qui cultivent plus de 125 variétés de fruits, légumes, légumineuses, fines herbes, noix, engrais verts et plantes ornementales ;
- 371 érablières représentant 6 780 000 arbres entaillés en 2013 ;
- 231 entreprises en production de céréales et oléagineux ;
- 199 fermes qui produisent 21 types de produits issus de l'élevage biologique (œufs, volailles et viandes) ;
- 114 fermes laitières qui ont produit 37,2 millions de litres de lait en 2012. Le Québec est la principale province productrice de lait bio, avec 38 % de la production canadienne, suivie de l'Ontario avec 28 %.

#### États-Unis
9 140 fermes certifiées bio ont été recensées par le département de l'Agriculture des États-Unis en 2011. Plus d'une sur cinq se trouvait en Californie. Ces fermes certifiées bio avaient une surface totale de 1,5 million hectares dont 660 000 ha de prairies. Près d'un hectare bio sur cinq se trouvait dans le Wyoming et près d'un sur six en Californie.
D'après l'Organic Trade Association, en 2010, les fermes bio des États-Unis étaient 35 % plus rentables que la moyenne des fermes. Par ailleurs, le secteur bio a, en moyenne, un contenu en emploi supérieur de 21 % au secteur conventionnel. Le secteur de l'agriculture biologique a généré 500 000 emplois aux États-Unis en 2010. 94 % des opérateurs bio ont prévu de maintenir ou d'augmenter leur nombre de salariés en 2012.

#### Europe

##### Suisse
La Politique agricole 2011 devra permettre à une exploitation de bénéficier d'un label bio, même si les parcelles ne sont pas toutes cultivées en bio. Bio suisse, qui détient le label Bourgeon, conteste cet assouplissement.
En 2013, 6 308 exploitations bio suisses cultivaient de l'ordre de 130 000 ha. Environ les deux tiers des surfaces bio suisses sont en zone de montagne. Les prairies naturelles représentent 80 % des surfaces bio suisses.
En 2013, plus de 6 % du lait collecté en Suisse était bio. Il s'agit essentiellement de lait de vache. En 2012, 10 % du cheptel de bovins étaient élevés en bio. En 2012, le quart du cheptel de chèvres était élevé en bio et un cinquième de celui de moutons.
La production de bio en Suisse est très inégale selon les cantons, représentant de 5,2 % de SAU (Surface Agricole Utile) dans le canton d'Appenzell Rhodes-Intérieures à 62,6 % dans les Grisons. La moyenne nationale était de 13,5 % en 2016, elle est montée à 16 % en 2020 pour une part de marché supérieure à 10 %. L'objectif de Bio Suisse est d'atteindre 25 % de SAU en 2025, ce qui contraint à une progression de près de 2% par an.

##### Union européenne
| Pays               | Surface (ha) | Part SAU | Exploitations |
| ------------------ | ------------ | -------- | ------------- |
| Espagne            | 2 018 802    | 8,66 %   | 36 207        |
| Italie             | 1 796 363    | 14,50 %  | 64 210        |
| France             | 1 538 047    | 5,70 %   | 32 364        |
| Allemagne          | 1 251 320    | 7,51 %   | 27 132        |
| Pologne            | 536 579      | 3,72 %   | 22 435        |
| Royaume-Uni        | 507 900      | 2,90 %   | 3 559         |
| Autriche           | 571 585      | 21,90 %  | 21 820        |
| Suède              | 553 054      | 18,20 %  | 5 578         |
| République tchèque | 488 591      | 11,70 %  | 4 271         |
| Grèce              | 342 584      | 7,05 %   | 20 197        |
| Roumanie           | 226 309      | 1,73 %   | 10 083        |
| Portugal           | 248 953      | 6,84 %   | 4 313         |
| Finlande           | 240 600      | 10,00 %  | 4 415         |
| Lettonie           | 259 146      | 13,80 %  | 4 145         |
| Danemark           | 216 794      | 8,10 %   | 3 173         |
| Slovaquie          | 187 011      | 9,84 %   | 431           |
| Lituanie           | 221 665      | 7,75 %   | 2 539         |
| Estonie            | 184 754      | 8,20 %   | 1 753         |
| Hongrie            | 129 735      | nd       | 1 971         |
| Belgique           | 78 249       | 5,80 %   | 1 923         |
| Pays-Bas           | 61 765       | 3,10 %   | 1 831         |
| Irlande            | 76 701       | 1,55 %   | 1 767         |
| Bulgarie           | 163 281      | 3,26 %   | 6 964         |
| Croatie            | 93 593       | 5,96 %   | 3 546         |
| Slovénie           | 43 579       | 8,97 %   | 3 518         |
| Luxembourg         | 4 274        | 3,26 %   | 93            |
| Chypre             | 5 550        | 3,26 %   | 1 174         |
| Malte              | 24           | 0,22 %   | 14            |

Fin 2016, 291 326 exploitations agricoles cultivaient plus de 12,0 millions d'hectares en bio dans l'Union européenne. Entre 2015 et 2016, le nombre de fermes et la surface bio de l'UE ont progressé de 8,4 % et 7,6 %.
Le bio représentait environ 6,2 % de la surface agricole utile (SAU) européenne.
- 64 % des surfaces cultivées en bio étaient localisés dans 6 pays (Espagne 17 %, Italie 15 %, France 13 %, Allemagne 10 %, Autriche 5 % et Suède 5 %).
- 70 % des exploitations bio étaient situés dans 6 pays (Italie 22 %, Espagne 12 %, France 11 %, Allemagne 9 %, Pologne 8 % et Autriche 8 %).

La part du bio dans le territoire agricole a atteint 21,9 % en Autriche et a dépassé les 10 % en Suède, en Estonie, en Lettonie, en Italie et en République tchèque.
Fin 2015, 268 665 exploitations agricoles cultivaient plus de 11,2 millions d'hectares en bio dans l'Union européenne à 28.
4,7 % de la superficie agricole utilisée de l'UE-27 fin 2009 (8,6 millions d'hectares, 209 111 exploitations agricoles) était consacrée à l'agriculture biologique, mais avec de fortes variations de surface selon les pays.
Pourcentage de la surface agricole utilisée : l'Autriche était en 2009 en tête avec 18,5 %, suivie de la Suède (12,5 %), l'Estonie avec 10,5 %. Les taux les plus faibles étaient mesurés à Malte (0,25 %), en Bulgarie (0,4 %) et en Irlande (1,2 %).
Surface moyenne des exploitations bio dans l'UE-27, en 2007 : elle est supérieure à celle d'une exploitation moyenne conventionnelle. 38 ha par exploitation certifiée biologique, contre 13 ha par exploitation moyenne.
Évolution : la part des cultures cultivées en bio est passée de 3,2 % à la de fin 2001 (UE-15) à 4,7 % à la fin de 2009. La part de la surface en cours de conversion dans le total des surfaces cultivées en bio, varie fortement, de moins de 10 % au Danemark (1 %), aux Pays-Bas (4 %), en Finlande (8 %) et en Suède (9 %) à plus de 80 % à Malte (100 %), Chypre (87 %) ou en Lettonie (83 %), pays où le développement de la certification bio est plus récent.
|                            | 1993   | 2002    | 2005    | 2009    | 2012    | 2013    |
| Surface (en millions d'ha) | 0,8    | 5,8     | 6,8     | 8,6     | 10,2    | 10,3    |
| Nombre d'exploitations     | 36 080 | 142 348 | 139 930 | 209 111 | 254 086 | 257 323 |

###### Allemagne
Fin 2011, le cap du million d'hectares a été franchi, avec 7,5 % des exploitations agricoles allemandes et 6,1 % de la SAU certifiées bio (22 506 fermes sur 1 022 718 ha de SAU); les 2/3 des exploitations bio sont dans le Sud du pays (Bavière et Baden-Württemberg). 33 905 producteurs, transformateurs et importateurs bénéficiaient d'une certification bio fin 2011.

###### Belgique
En 2010, la taille moyenne des exploitations biologiques était de 40,5 ha/exploitation, à comparer à une taille moyenne de 30,8 ha/exploitation (bio et non-bio). La part belge de la superficie européenne cultivée en bio était de elle était de 41 354 ha.
En 2008, la part belge de la superficie européenne cultivée en bio était de 36 000 ha, soit 0,5 % de la superficie totale consacrée à l'agriculture biologique.
En 2007, la part de la superficie en cours de conversion dans la superficie totale consacrée à l'agriculture biologique était de 14,0 %

###### France
Fin 2017, 1 777 727 ha étaient engagés en bio, soit une croissance de l'ordre de +15,6 % par rapport a 2016. Ainsi, 6,59 % de la surface agricole utile des exploitations sont conduits selon le mode de production biologique. Parmi ces surfaces, 1 259 464 ha étaient certifiées bio, une hausse de +19,4 % relativement a 2016. Cette forte hausse résulte de l'entrée en production bio des surfaces, notamment de grandes cultures et fourragères, converties en 2015. Les surfaces en conversion totalisent 518 263 ha, une progression de +7 % par rapport a 2016.
- 36 691 producteurs (+13,7 % par rapport au 31 décembre 2016), portant la part des exploitations françaises engagées dans l'agriculture biologique à 8,3 %.
- 17 353 opérateurs, transformateurs, importateurs et distributeurs (soit +17 % par rapport au 31 décembre 2016).
- 54 044 opérateurs (+14,7 % par rapport au 31 décembre 2016).

En termes d'emplois en 2020, l'agriculture bio rassemble plus de 200 000 professionnels, dont 128 300 emplois (+13 % en 1 an) dans les fermes (près de 18 % de l'emploi agricole), 26 600 emplois dans la transformation, 2 300 emplois dans les services et 43 200 emplois pour la distribution de produits bio. De 2012 a 2017, l'emploi dans le secteur bio a connu une croissance annuelle moyenne de 9,5 %. Le secteur continue à recruter : le nombre d'emplois a augmenté de 60 % entre 2016 et 2020.
La France est une figure de proue sur le marché du bio européen, 9,5 % de sa surface agricole utile étant certifiée bio en 2020. La loi sur l'agriculture et l'alimentation de 2018 prévoit d'atteindre l'objectif de 15 % de surface agricole bio d'ici 2022 tout en proposant 20 % de produits bio en restauration collective. Néanmoins, les surfaces certifiées bio n'étaient que de 10,1 % en 2024, après une deuxième année consécutive de baisse. La loi d'orientation agricole de 2025 fixe un objectif de 21 % de surfaces en bio en 2030.

### Prix
Les aliments biologiques sont souvent plus chers que ceux produits par l'agriculture conventionnelle. Une méta-analyse portant sur 55 cultures à travers les 5 continents montre que l'élévation du prix est de 29 à 32 % mais que l'agriculture biologique resterait rentable avec une augmentation de prix de seulement 5 à 7 %. Une étude de l'association de consommateurs CLCV révèle qu'en France, les prix des aliments bio sont 44% plus chers que leurs équivalents issus de l'agriculture traditionnelle. Une analyse de la recherche de 2000 à 2014 montre que les consommateurs sont prêts en moyenne à payer un supplément de 30 % (et allant de 0 à 105 %) pour des aliments biologiques.
Les vêtements fabriqués en coton biologique sont également plus chers que ceux faits à partir de coton conventionnel. Cela serait dû à une offre limitée, aux coûts de labellisation, et à une perception positive de la mention « bio » par les consommateurs.

### Rentabilité
Une étude de France Stratégie d'août 2020 détermine que parmi les exploitations se réclamant de l'agroécologie, les exploitations en agriculture biologique ont une meilleure rentabilité que celles en agriculture conventionnelle et sont également moins aidées. La raison invoquée est que les exploitations bio réalisent des économies sur les charges en intrants (engrais, produits phytosanitaires) et que les prix des produits bio sont plus élevés. Des prix moins volatils et une plus grande diversité de productions assurent des rendements plus stables sur le temps long.

## Impacts sociaux, économiques et environnementaux

### Tissu humain et rural
Les pratiques de l'agriculture biologique (par exemple, le désherbage manuel et l'élevage en plein air) induisent une demande en main-d'œuvre plus importante que celles de l'agriculture conventionnelle : l'agriculture biologique augmente le nombre d'actifs par unité de surface (+20 à 30 %) et permet de diminuer l'exode rural en améliorant la viabilité à long terme des fermes et l'image des paysans ; elle revitaliserait le tissu socio-économique local, en contribuant au « développement rural ».

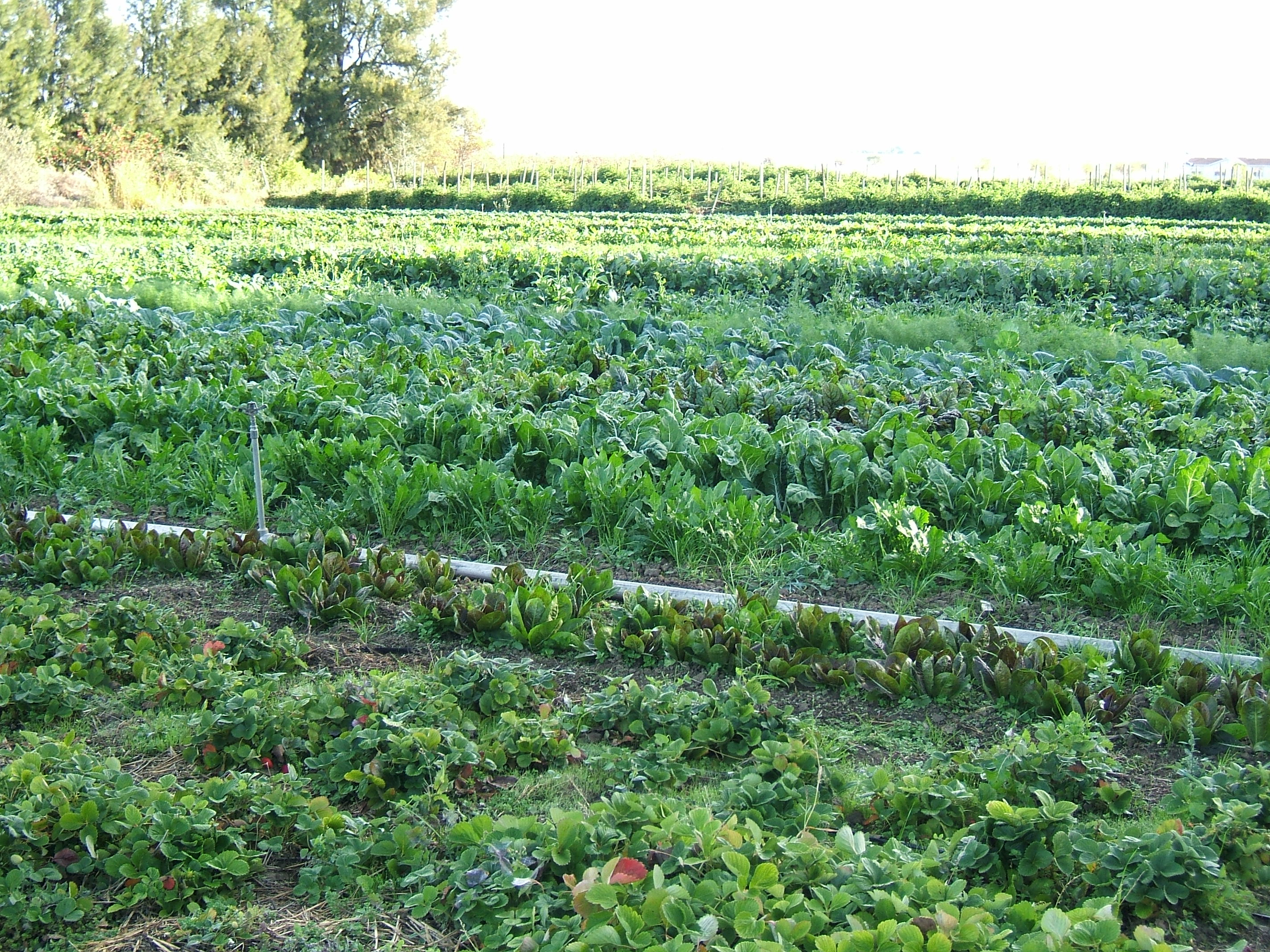
Un champ en agriculture biologique

Elle améliore l'image de l'agriculture, qui, dès lors, n'est plus considérée comme polluante.
L'agriculture biologique serait liée à une préférence pour les productions locales et les circuits courts, soit par les normes (exemple : autoproduction obligatoire d'une part de l'alimentation du bétail), soit par conviction des agriculteurs. Néanmoins, elle se diffuse assez lentement dans le milieu agricole professionnel et reste marginale (1 agriculteur sur 20 en 2013).
Des collectivités territoriales cherchent à favoriser l'agriculture biologique, en imposant notamment l'utilisation d'aliments issus de l'agriculture biologique dans les cantines dont elles sont responsables.
La Conférence internationale ONU/FAO de mai 2007 conclut que l'agriculture biologique peut renforcer la suffisance nutritionnelle, par la diversification accrue des aliments biologiques et stimuler le développement rural, notamment dans des zones où le seul choix est la main d'œuvre, grâce aux ressources et savoirs locaux.

### Critiques
L'éleveur Xavier Noulhianne, dans son ouvrage Le Ménage des champs, paru en 2016, développe une analyse critique non pas de l'agriculture biologique en soi mais de la manière dont les normes de traçabilité et de qualité dans ce domaine peuvent réduire la liberté des producteurs et les couper du « lien au sol » qui serait, selon lui, au fondement de la démarche. On en arriverait à des non-sens, d'après cet auteur, comme des cultures labellisées biologiques mais hors-sol dans des serres chauffées sans tenir compte des saisons. Son analyse porte sur le cas français pour lequel il situerait le point de bascule dans le premier effort de réglementation nationale à 1991. Le label biologique serait alors devenu une marchandise parmi d'autres marques d'origine contrôlée dont les logiques d'attribution sont plus administratives selon lui que propres aux types de culture des produits en elles-mêmes.
Certains fondements et bénéfices de l'agriculture biologique sont controversés. Les critiques portent sur les choix jugés arbitraires de certaines pratiques (refus des produits « chimiques », de la transgenèse, au profit de procédés jugés moins dangereux), relevant de l'appel à la nature. D'autres critiques portent sur le manque d'effet, voire des effets qui seraient négatifs sur le consommateur (goûts des aliments, effets sur la santé, etc.) et sur l'environnement, ainsi que sur les normes qui encadrent la commercialisation des produits issus de l'agriculture biologique,,,.
En septembre 2020, Christophe Brusset, ancien cadre de l'industrie agroalimentaire dénonce le manque d'encadrement, de contrôle et de sanctions dans le marché du bio, qui encouragerait les pratiques frauduleuses de grandes marques de l'agroalimentaire.
Selon l'éditorialiste français Laurent Alexandre, les manifestations de 2022 au Sri Lanka seraient dues au passage à « une agriculture 100 % bio ». Cette affirmation a été reprise par la présidente du groupe Rassemblement national à l'Assemblée nationale, Marine Le Pen, et par celle du groupe Renaissance, Aurore Bergé, pour fustiger le programme économique de la Nouvelle Union populaire écologique et sociale. Toutefois, selon plusieurs spécialistes et observateurs, l'interdiction des importations d'engrais n'est pas la seule cause de la crise. Ce n'est qu'une des multiples causes de la crise économique que subit le Sri Lanka depuis le 1er septembre 2021, liée également à l'effondrement du tourisme du fait de la pandémie de Covid-19 et à d'autres fragilités internes,.